# Charles Aránguiz
Charles Mariano Aránguiz Sandoval (Puente Alto, Santiago, 17 de abril de 1989) es un futbolista profesional chileno que se desempeña como volante central en Universidad de Chile de la Primera División de Chile.
Debutó en la Primera División de Chile con Cobreloa, para luego pasar a formar parte de Colo-Colo, club con el que ganó su primer título: el Clausura 2009. Tras un breve paso por el fútbol argentino, defendiendo los colores de Quilmes, Universidad de Chile pagó a Udinese, dueño de su pase, seiscientos mil dólares por la mitad de este, participando en la consecución del primer título internacional en la historia del club: la Copa Sudamericana 2011, además del primer tricampeonato nacional. En 2012 el Círculo de Periodistas Deportivos de Chile lo eligió mejor deportista del fútbol profesional, integrando, además, el Equipo Ideal de América según el diario El País. En enero de 2014 fue fichado por Internacional de Porto Alegre, ganando en su primera temporada el Campeonato Gaúcho como mejor jugador del torneo.
Charles fue internacional absoluto con la selección chilena desde 2009, siendo pieza clave en los equipos ganadores de la Copa América en 2015 y 2016. Es considerado parte de la Generación Dorada del fútbol chileno.

## Trayectoria

### Cobreloa (2006 - 2007)

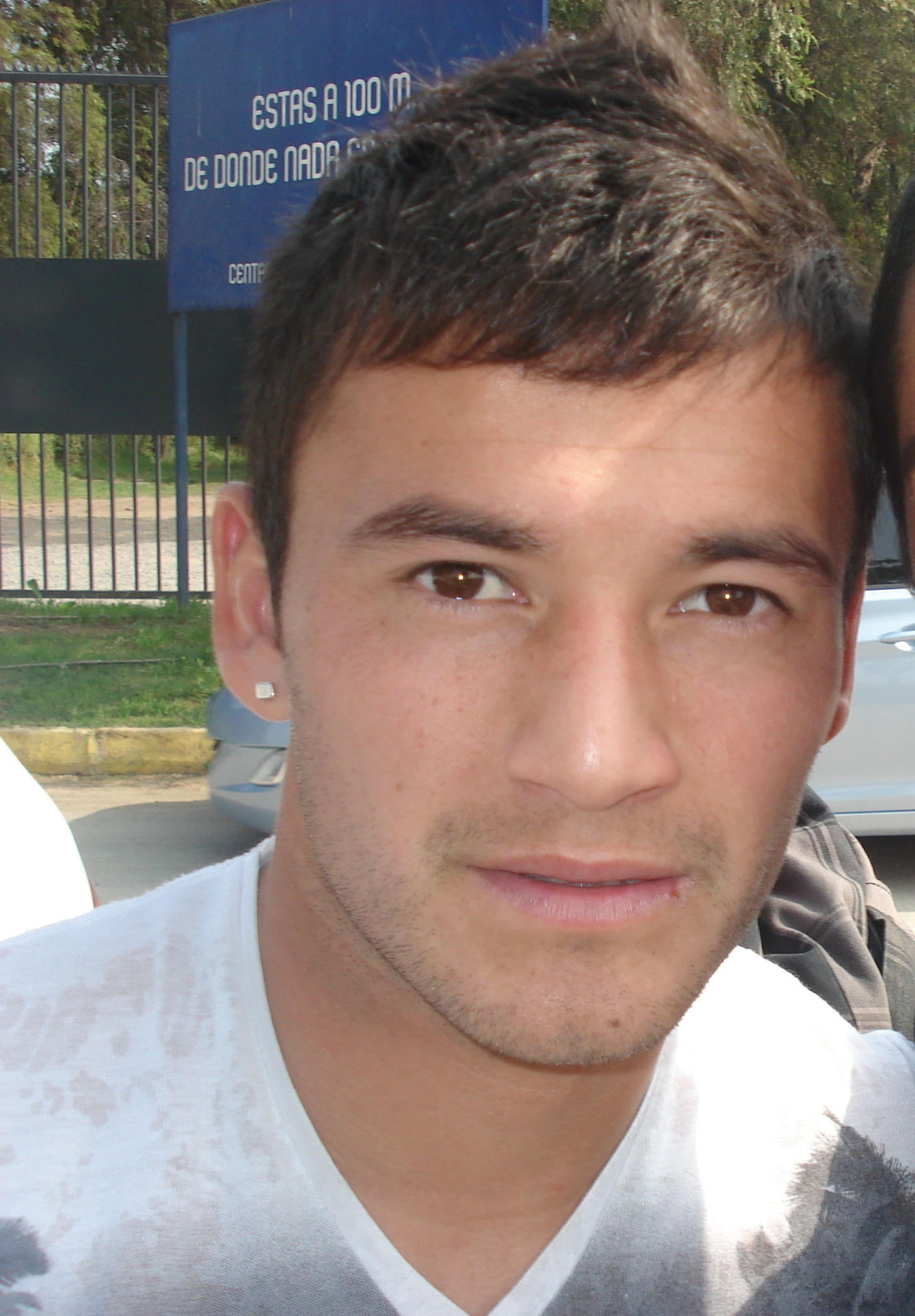
Aránguiz en enero de 2012.

Criado en la población Villa Diego Portales de Puente Alto,  llegó a las divisiones inferiores de Universidad de Chile, pero fue desvinculado sin conocer motivo. También estuvo un tiempo en las inferiores de Colo-Colo, donde se fue tras negarse a jugar en el puesto de Lateral derecho. Con 13 años llegó a Cobreloa, en donde se quedaría hasta 2009.
Fue integrado al plantel de primera división de Cobreloa en junio de 2005, junto con sus compañeros Luis Bravo, Francisco González y Carlos Rocha, en calidad de juvenil, por decisión del entonces técnico de Cobreloa, Jorge Socías. Sin embargo, tuvo que abandonar el primer equipo tras un mes debido a problemas personales, para ser subido nuevamente a inicios del 2006, bajo la dirección técnica de Jorge Aravena.
Su debut en primera división del fútbol chileno fue el 29 de enero de 2006, en la primera fecha del Torneo de Apertura de aquel año, con 16 años de edad y en calidad de visitante ante el cuadro de Cobresal, en el "Clásico minero" disputado en el Estadio El Cobre de El Salvador. El cuadro de Cobreloa fue el ganador de dicho partido por 4 a 2, en el que Aránguiz ingresó en el descanso en reemplazo de Pablo Parmo.
Su primer gol en primera división fue el 25 de febrero en calidad de visitante contra el cuadro de O'Higgins en el Estadio El Teniente de Rancagua; válido por la quinta fecha del Torneo de Apertura 2006, tras ingresar en el complemento por el jugador Germán Navea. Además este era su tercer partido en primera división por el cuadro calameño. Su imagen resaltó en un partido contra la Universidad de Chile por la penúltima fecha de la fase regular, en donde aportó con una habilitación para Nicolás Asencio que daría la victoria a Cobreloa por 2-1, donde fue considerado la figura del partido por los medios nacionales. Cobreloa lograría la clasificación a los Play-offs tras acabar en el segundo lugar del Grupo C con 30 puntos, teniendo que enfrentar en cuartos de final a Huachipato, equipo que logró el segundo lugar en la tabla general. Tras ganar el partido de ida por 3-1, fueron vencidos por los acereros por 4-0, quedando eliminados debido a un marcador global de 3-5. Aránguiz tuvo bastante participación en dicho torneo con 16 partidos jugados y una anotación, en un plantel conformado por bastantes jugadores experimentados como José Luis Díaz, Luis Fuentes, Juan Luis González, Rodrigo Pérez, entre otros. Sus buenas actuaciones le valieron incluso el estar entrenando por la selección nacional Sub-19.
Para el Torneo de Clausura 2006, Aránguiz continuó alternando con regularidad en los loínos. Aránguiz anotó su primer gol en el torneo en la victoria por 3-1 frente a Cobresal en el "Clásico minero", disputado por la penúltima fecha de la fase regular. Una vez terminada dicha fase, Cobreloa culminó en el primer lugar de la tabla general con 37 puntos; superando por 2 puntos a O'Higgins, consiguiendo de esta forma la clasificación a la primera fase de la Copa Libertadores 2007. En los Play-offs lograron eliminar en cuartos de final a Universidad de Chile, donde a pesar de haber perdido el encuentro de ida por 1-0, lograron remontar la llave ganando en Calama por 3-1. En las semifinales se enfrentarían al campeón vigente, Colo-Colo, con quienes perdieron en el encuentro de ida por 3-0, quedando eliminados tras empatar a 3 en el partido de vuelta. En total, disputó 17 partidos y anotó 1 gol en el campeonato.
Con la llegada de Gustavo Huerta a la banca de Cobreloa, Aránguiz se mantendría como una buena opción de recambio en el mediocampo de los zorros del desierto de cara a las 2 competiciones que tendría que afrontar: El Apertura 2007 y la Copa Libertadores. Charles haría su debut por competiciones internacionales el 1 de febrero frente a Paraná, siendo derrotados de local por 2-0. Finalmente también disputaría el encuentro de vuelta, donde el empate a 1 significó la eliminación de Cobreloa en primera fase. En el Torneo de Apertura disputaría 18 partidos y su único gol lo anotó en el empate a 1 con Santiago Wanderers. Cobreloa quedaría ubicado en el quinto lugar de la tabla de posiciones, sin lograr clasificar a la Liguilla Pre-Sudamericana.

### Cobresal (2007)
En junio del 2007 fue enviado a préstamo al equipo de Cobresal por todo el Torneo de Clausura con el fin de acumular experiencia en Primera División. Tras estar ausente las primeras fechas debido a su participación por la selección chilena Sub-18, debutó por el cuadro minero el 2 de septiembre en la victoria en calidad de visita por 2-1 sobre Coquimbo Unido, ingresando en los descuentos en reemplazo de Patricio Lira. Tras su llegada, Aránguiz comenzó a participar con regularidad en el equipo dirigido por José Cantillana, clasificando a los Play-offs tras obtener el segundo lugar del Grupo A con 32 puntos. En los cuartos de final tuvieron que enfrentar a Universidad de Chile, siendo derrotados en el encuentro de ida por 2-4; anotando Aránguiz su primer gol por Cobresal. En el partido de vuelta quedaron definitivamente eliminados del torneo, tras ser derrotados por 2-1. De esta manera, cierra su paso por el cuadro minero con 14 partidos disputados y un gol.

### Regreso a Cobreloa (2008 - 2009)

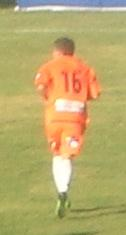
Jugando por Cobreloa en un partido ante su similar de Cobresal en 2009.

El 2008 regresa a Cobreloa para estar al mando del técnico paraguayo Gustavo Benítez. Tras haberse perdido los primeros 6 encuentros del Apertura 2008 debido a su participación en las selecciones menores, retorna en la victoria por 3-1 sobre Universidad de Chile y desde entonces, ha disputado gran parte de los partidos como titular. El 23 de marzo anotaría a los 60 minutos el gol que les daría la victoria por 1-2 sobre Melipilla en calidad de visitante. Volvería a anotar en la fecha 15 en la derrota por 3-4 con Santiago Morning en Calama. En la tabla general quedaron ubicados en un preocupante decimoquinto lugar, pero lograron acceder al repechaje de los Play-offs al salir segundos en el Grupo C. En dicha instancia, lograron eliminar al archirrival Cobresal tras empatar a 2 en el tiempo reglamentario, imponiéndose por 4-2 en los penales. Ya en cuartos en final se debieron enfrentar a Ñublense, que había culminado en el primer lugar de la tabla general. Tras empatar sin goles en el encuentro de ida, quedaron eliminados del torneo tras ser vencidos por 2-1. Aránguiz participó en 14 encuentros del campeonato y anotó 2 goles, siendo una pieza importante del mediocampo loíno.
Aránguiz tomaría protagonismo en Cobreloa durante el Torneo de Clausura 2008, donde tras la llegada de Marco Antonio Figueroa a la banca loína en la octava fecha, "El Príncipe" se convertiría en inamovible en su esquema. Tras un mal comienzo, Cobreloa lograría repuntar de la mano del "Fantasma" con Aránguiz como una de sus principales figuras. Charles marcaría su primer gol en el torneo el 30 de agosto en la ajustada victoria por 4-3 sobre Palestino en calidad de visitante. Volvería a marcar el 28 de septiembre, anotando el último gol en la goleada por 4-0 sobre Provincial Osorno. Cobreloa culminaría en el segundo lugar del Grupo 4 con 27 puntos, pero al quedar ubicado en el noveno lugar de la tabla de posiciones se vería obligado a enfrentar a Everton por el repechaje. En dicha instancia, lograrían vencer por 3-0 a Los Ruleteros en Viña del Mar, eliminando de esta manera al campeón vigente. Tras acceder a los Play-Off, en cuartos de final dejarían en el camino de manera sorpresiva a Universidad de Chile, primer lugar de la fase regular; tras vencerles por 3-0 en Calama, por lo que a pesar de su derrota por 3-2 en el encuentro de vuelta, clasificarían con un marcador global de 5-3. En semifinales quedarían eliminados frente a Colo-Colo, quien se consagraría campeón del torneo, ya que tras empatar el encuentro de ida a 3 y empatar en el partido de vuelta a 2, Los Albos accederían a la final debido a los goles de visita. Aránguiz disputó a lo largo del campeonato 20 partidos, siendo titular en 19 de estos.
El año 2009, durante el campeonato de Apertura, el ese entonces entrenador de Cobreloa, el campeón mundial e ídolo loíno Marcelo Trobbiani hizo una comparación del jugador con Ricardo Bochini. El 22 de febrero fue la gran figura del "Clásico del Cobre" al dar una asistencia y anotar 2 goles en la goleada por 1-4 sobre Cobresal. La fecha siguiente anotaría otro doblete, en la goleada por 4-0 sobre Palestino. Su buen rendimiento individual no se vio afectado tras la llegada de Rubén Vallejos a la banca loína, siendo la gran figura del equipo. Sin embargo, el equipo quedó ubicado en el décimo lugar de la tabla con 24 puntos, sin lograr clasificar a los Play-offs. Culminó el torneo con 12 encuentros jugados y 4 goles convertidos.

### Colo-Colo (2009-2010)
Tras no renovar con el conjunto loíno, y solo quedar 6 meses en su contrato, fue fichado por el cuadro italiano Udinese, quien a su vez lo cede a Colo-Colo donde es presentado el 5 de junio de 2009, en un contrato por un año. Debutó el 27 de junio del mismo año en un amistoso contra Peñarol de Uruguay donde fue víctima de dos faltas que acabaron en dos penales. En el Torneo de Clausura 2009 fue titular de forma regular en el que con jugadores como Ezequiel Miralles, Macnelly Torres, José Manuel Rey, Cristian Bogado y Esteban Paredes, entre otros; lograron obtener el título de campeonato, luego de un dubitativo e irregular comienzo de dicho torneo.
Ese torneo Aránguiz totalizó 3 goles, los cuales los hizo íntegramente en los playoff's, dos en cuartos de final ante la Universidad de Concepción y uno en la final de vuelta frente a la Universidad Católica.
En el 2010, las cosas no fueron positivas, ya que al quedar eliminados de la Copa Libertadores 2010 sin pasar la fase de grupos y un deslucido juego en el Campeonato Nacional, Colo-Colo vio partir a Hugo Tocalli como director técnico, lo que detonó en que su reemplazante Diego Cagna no considerara a Charles en su equipo, por lo que este al terminar su contrato, fue cedido a Quilmes en junio de 2010.

### Quilmes (2010)
Luego de varias actuaciones en Colo-Colo, el exentrenador de ese equipo Hugo Tocalli lo llevó a Quilmes, en donde tuvo varias actuaciones pero no muy destacadas en el Torneo de Apertura 2010 de Argentina. En el equipo cervecero Charles participó en 14 encuentros no siendo titular indiscutido y sin totalizar goles.

### Universidad de Chile (2011-2013)

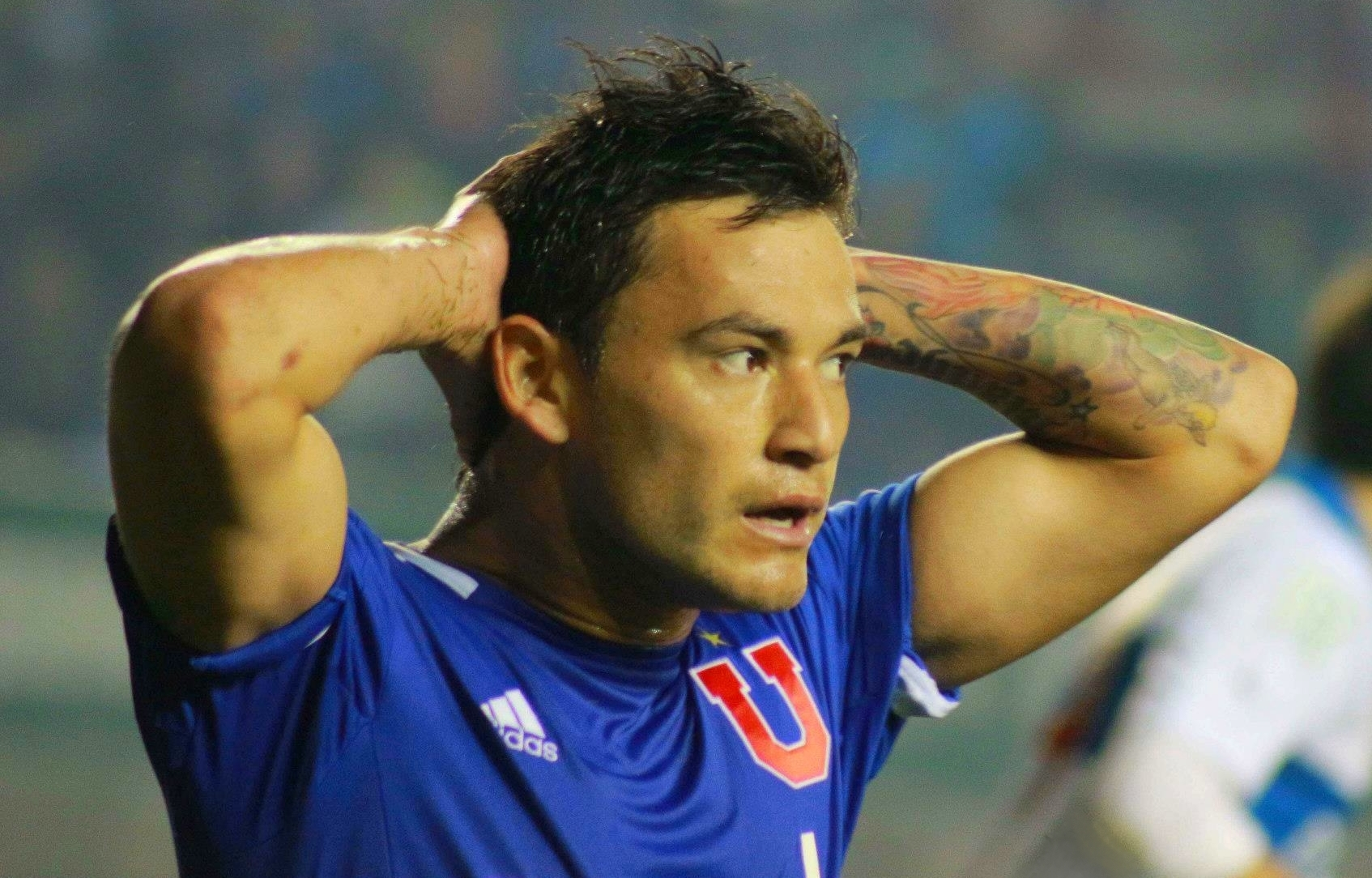
Aránguiz jugando por Universidad de Chile en 2013.

Luego de una temporada por Quilmes, Universidad de Chile confirma la llegada de Aránguiz a sus filas el 18 de enero de 2011 bajo expresa petición del técnico Jorge Sampaoli, en donde se indemnizó al club argentino y se compró el 50% de su pase a Udinese. Charles Aranguiz jugaría en el equipo azul por 4 temporadas, para enfrentar el Torneo de Apertura 2011, Torneo de Clausura 2011, Copa Chile 2011 y Copa Sudamericana 2011.
Tras la pretemporada del equipo laico Charles se acopló rápidamente al equipo, llenándose de elogios por su gran efectividad y distribución en el mediocampo de quite haciendo una gran dupla con Felipe Seymour a la larga siendo juntos el "motor" del equipo que lograría su 14.ª estrella tras ganar una épica final frente a uno de los clásicos rivales la Universidad Católica ganando 1-4 tras haber perdido 2-0 la final ida y de esta manera coronándose Campeón del Torneo de Apertura 2011
Aránguiz fue gran artífice y figura del equipo siendo el tercer jugador con más minutos en cancha con 1.979 minutos jugados en 22 partidos detrás del portero titular Johnny Herrera y el lateral Eugenio Mena. Terminado el campeonato el jugador fue declarado intransferible para lograr una buena campaña en la Copa Libertadores 2012. En diciembre del mismo año, consiguió con la Universidad de Chile la Copa Sudamericana 2011, el primer título internacional en la historia del club. Además ganó el premio al mejor jugador de la final de vuelta del torneo. Posteriormente logró su tercer campeonato del año ganando el Torneo clausura 2011 coronando así un año espectacular siendo gran figura en su equipo. Luego en el 2012 con un gran rendimiento obtiene el Torneo de Apertura 2012, su cuarto título consecutivo con la camiseta de Universidad de Chile y el tercero sucesivo (tricampeonato) en la liga nacional chilena.
El 1 de agosto disputa una copa internacional la Copa Suruga Bank del año 2012 en un partido único entre la Universidad de Chile campeón de la copa sudamericana 2011 ante un club japonés llamado Kashima Antlers campeón de la Copa J. League 2011, en los 90 minutos reglamentarios empatan a 2, y pierde Universidad de Chile en los lanzamientos penales por 7-6, Charles salió goleador del torneo con un gol junto a 2 jugadores del equipo japonés, cabe mencionar que Charles fue uno de los encargados en ejecutar un penal y lo anotó aunque no salieron campeones ya que Francisco Castro no anotó su lanzamiento penal.
El 5 de mayo de 2013, Aránguiz anotó el tercer gol con que Universidad de Chile venció 3-2 a Colo-Colo en el Clásico del fútbol chileno. El 8 de mayo de 2013, armó una jugada con Sergio Velázquez para que Juan Ignacio Duma convirtiera el 2-1 definitivo sobre Universidad Católica con el que Universidad de Chile se consagrará campeón de la Copa Chile 2012-13 El 10 de julio de 2013 fue titular en la primera Supercopa de Chile donde tuvo una buena actuación pero eso no bastó para evitar la victoria 2-0 de Unión Española En la Copa Chile 2013-14 fue importante pero no se pudo evitar la eliminación en la fase de grupos de dicho torneo, también en la Copa Sudamericana 2013 fue fundamental para el partido de vuelta contra el Real Potosí por 5-0 donde anotó 2 goles y en el partido de vuelta sobre Independiente del Valle, donde Universidad de Chile ganó por 3-1 en Ecuador, anotó el 2-1, el resultado final fue 3-1.
El último gol en la Copa Sudamericana vestido de azul fue contra Lanús el 25 de septiembre de 2013, Universidad de Chile tenía que remontar el 4-0 recibido en Argentina, pero no lo pudo revertir porque solamente ganó con el tanto de Aránguiz El día 10 de noviembre de 2013 anotó uno de los 2 descuentos de Universidad de Chile, en la victoria 3-2 de Colo Colo en el Clásico del fútbol chileno sobre los azules. Su último partido en Universidad de Chile fue el día 22 de diciembre de 2013, en la victoria 4-0 de su equipo sobre Deportes Iquique por la final de vuelta por la Liguilla 2013, donde anotó el 2-0 parcial de los azules. En el minuto 25 del segundo tiempo saldría en reemplazo de Albert Acevedo donde todo el Estadio Nacional lo aplaudió. Al finalizar el partido, Aránguiz se despediría de los hinchas del Bulla, luego de tres años de ser su mediocampista de contención titular, y una de las principales figuras en una época dorada en que se obtuvo un tricampeonato nacional, una Copa Sudamericana y una Copa Chile. Misma época en que fue considerado el mejor del fútbol chileno ocupando esta posición, y donde se consolidó en la Selección Chilena.

### Internacional de Porto Alegre (2014-2015)

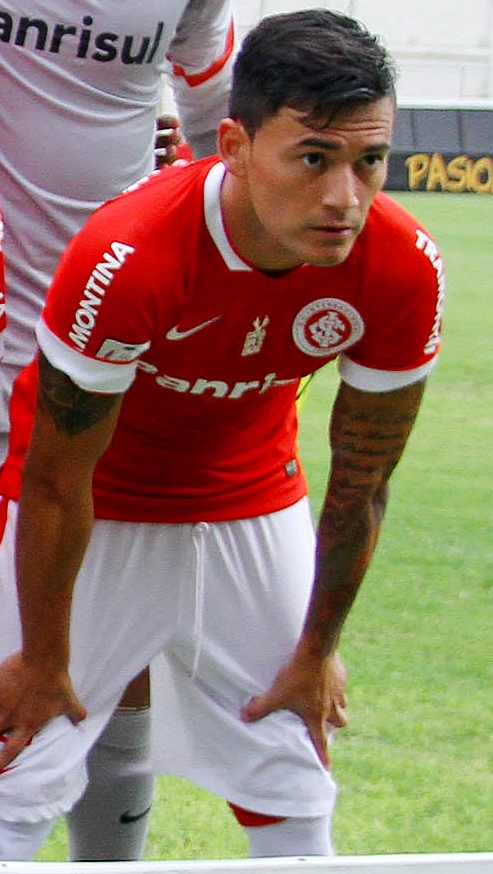
Charles Aránguiz con el Inter en 2015

Las buenas actuaciones de Aránguiz en Universidad de Chile y la Selección Chilena despertaron el interés de diversos clubes importantes, y el que finalmente lo fichó fue el Internacional de Porto Alegre. Realizó su debut oficial por el equipo «colorado» el 2 de febrero de 2014 actuando todo el partido en la victoria por 4-1 sobre Cruzeiro RS por el Campeonato Gáucho. El 19 de febrero anotó su primer gol por el club en la novena fecha del Campeonato Gaúcho frente al Juventude, marcando de tiro libre en lo que fue la victoria por 2-1. Logró consolidarse rápidamente en la alineación titular de su entrenador Abel Braga, consolidando su buen momento tras anotar un doblete el 22 de marzo en la victoria por 3-1 frente al Cruzeiro RS por los cuartos de final de la competencia. Finalmente el 3 de abril ganó el Campeonato Gaúcho del año 2014 en sus primeros cuatro meses en el club brasileño tras vencer en la final a Grêmio por 4-1 en el partido de vuelta, tras haberles ganado anteriormente en la ida por 1-2. Además fue condecorado como el Mejor Jugador del Torneo con el premio "Craque del Gauchao", además de formar parte del "Equipo Ideal" junto a sus compañeros Gilberto, Williams, Andrés D'Alessandro y Rafael Moura. El 19 de abril anotó el único gol en la victoria por 1-0 sobre el Vitoria por la primera fecha del Brasileirão. Volvió a marcar por el club brasileño el 4 de mayo en la victoria por 2-1 sobre el Sport Recife, asistiendo además a Andrés D'Alessandro en la apertura del marcador. Además que el año 2014 ganó en premio Bola de Plata, mejor volante y parte del equipo ideal del Campeonato Brasileño de Fútbol 2014. Siendo figura en la liga Brasilera y en la Copa Libertadores, en la que su equipo llegó a semifinales de la competencia, en ese mismo año Charles Aranguiz sería figura en el Campeonato Gaúcho del año 2015, campeonato el cual su equipo lo terminó ganando; con charles como una de las principales figuras de dicho torneo. Con esto Charles Aranguiz cierra de gran manera su paso por el Internacional de Porto Alegre con grandes actuaciones, tanto en lo nacional como en lo internacional con 54 partidos jugados, anotando con ello 10 goles, siendo uno de los mejores jugadores en el medio Brasilero y a nivel sudamericano. Charles Aranguiz, también es considerado ídolo en el club Brasilero.

### Bayer 04 Leverkusen (2015-2023)
El 13 de agosto de 2015, el Bayer 04 Leverkusen de la Bundesliga alemana anunciaría oficialmente el fichaje de Aránguiz por una cifra cercana a los 13 millones de euros. Previamente tanto el Leverkusen como el Leicester City F. C. habrían ofrecido contratos millonarios a Aránguiz, el último llegando incluso a ofrecer la cifra récord de 16 millones de dólares, sin embargo el chileno finalmente se decantaría por el Leverkusen, al considerar al Leicester un equipo de menor jerarquía y que jugar por el club alemán le daría la oportunidad de participar en competiciones internacionales.
Lamentablemente, el 20 de agosto de 2015, Aránguiz sufre la rotura del tendón de Aquiles de su pierna izquierda durante un entrenamiento. Esta lesión le impidió debutar con su nuevo club y lo mantuvo alejado de las canchas por casi 8 meses, perdiéndose gran parte de los partidos disputados por el equipo durante la temporada 2015-16. Finalmente, el 1 de abril de 2016 debuta oficialmente en la victoria 3-0 del Bayer sobre el VfL Wolfsburgo, ingresando a los 88 minutos del partido en reemplazo de Stefan Kießling. Su primer gol con el Bayer Leverkusen sería el día 5 de mayo de 2016 en la derrota 2 a 1 contra el Borussia Mönchengladbach.
En la temporada siguiente realizaría su debut en competiciones europeas, el día 14 de septiembre de 2016 en el partido que terminaría con empate 2 a 2 contra el CSKA Moscú por la Liga de Campeones entrando después del tiempo de descanso, en ese mismo año Aránguiz sería incluido en el equipo ideal del Bayer Leverkusen en el año 2016. Esa temporada con su equipo en la Liga de Campeones caería en octavos de final contra el Atlético de Madrid con un global de 2 a 4 y en la Bundesliga terminarían en el duodécimo lugar por lo que en la siguiente temporada no podría participar en competiciones internacionales.
Después de una buena campaña en la 2017/2018 terminarían en la quinta posición por diferencias de gol con el Borussia Dortmund y el Hoffenheim por lo que volvería a participar en competiciones europeas, esta vez en la Europa League, al final de esa temporada Charles fue reconocido como el mejor mediocampista defensivo de la temporada en la Bundesliga. Su primer gol en competiciones europeas lo realizaría el día 21 de febrero de 2019 contra el FC Krasnodar en los dieciseisavos de final con resultado final de 1 a 1, ese gol sería el único gol de su equipo en la llave pero terminarían eliminados por la regla del gol de visitante, en la Bundesliga su equipo terminaría la temporada en el cuarto lugar por lo que volverían a competir en la Champions League.
En esa temporada en la Champions League quedarían en el 3.er lugar en su grupo, así que pasarían a competir a los dieciseisavos de final de la Europa League, Charles volvería a marcar en competiciones europeas, esta vez contra Rangers en la victoria de su equipo 1 a 3 en los octavos de final, esa campaña en Europa League su equipo caería en cuartos de final contra el Inter de Milán con un resultado final de 2 a 1. En esa temporada con su equipo quedaría en el quinto lugar de la Bundesliga así que volvieron a competir en la Europa League, en la Copa de Alemania llegarían a la final contra el Bayern de Múnich, Charles jugaría todo el encuentro y perdería con un resultado de 2 a 4. 
En septiembre del 2020 sería designado como capitán del Bayer 04 Leverkusen para la temporada 2020-21, esto tras la renuncia a la jineta por parte de Lars Bender. En julio de 2021, con la llegada del nuevo entrenador Gerardo Seoane dos meses antes y a días de la temporada 2021-22, Charles cedería voluntariamente la capitanía al portero finlandés Lukáš Hrádecký, citando su propio desempeño y concentración como los principales motivos de su decisión.
Luego una larga lesión que le ha impedido jugar gran parte de la temporada 22-23 confirma su salida del club de forma anticipada antes de terminar su contrato. De esta manera abandona el cuadro alemán con 214 partidos disputados y anotando 18 goles.

### Regreso a Internacional de Porto Alegre (2023-2024)
El 2 de abril de 2023 se oficializa su regreso al club brasileño.

### Regreso a Universidad de Chile (2024-actualidad)
El 5 de agosto de 2024, se anunció en las redes sociales de Universidad de Chile el regreso de Charles Aránguiz al club. Ese año, Aránguiz disputó 12 partidos del campeonato nacional (convirtiendo un gol en el clásico universitario 199)  y 5 por Copa Chile, convirtiendo el gol que le dio el título nacional a "la U". 

## Selección nacional

### Selecciones menores
Fue llamado a participar de la selección Sub-19 de su país Chile el 2006 junto a su compañero de equipo Alexis Sánchez, pero nunca llegó a entrenar con regularidad por decisión del técnico Jorge Aravena. En el 2007, participó en la Milk Cup, por el seleccionado de Chile. En 2008 estuvo de gira con la selección chilena de fútbol, en donde jugó un partido en contra la selección Sub-23 de México.
Luego integró el elenco nacional de Chile Sub-18 que se coronó campeón en el Torneo Joao Havelange realizado en México. En donde fueron campeones. En el mismo año participó en la Milk Cup, y en el torneo Kupa talents Cup. Junto con sus compañeros en Cobreloa, Eduardo Vargas y Paulo Magalhães.
El 2009, fue convocado por Ivo Basay para la Selección sub-20 para jugar el Sudamericano Sub-20 realizado en Venezuela, siendo titular en todos los partidos e incluso anotando un gol de tiro libre frente a Uruguay al minuto 6 por la primera fecha anotando el 1-0 parcial para su selección, pero no pudiendo evitar la derrota de su equipo y a la vez quedando eliminado en fase de grupos tras caer con Paraguay en la última fecha del Grupo B.
| Torneo                      | Sede      | Resultado    | Partidos | Goles | Asis. |
| --------------------------- | --------- | ------------ | -------- | ----- | ----- |
| Sudamericano Sub-20 de 2009 | Venezuela | Primera fase | 4        | 1     | 1     |

### Selección adulta
Su debut por la selección adulta fue el 4 de noviembre de 2009 en un amistoso disputado en Talcahuano contra Paraguay, que acabó en triunfo por 2 goles a 1 con Aránguiz jugando los 90 minutos. Charles formó parte de la prenómina de 30 jugadores llamados por Marcelo Bielsa en vistas al Mundial de Sudáfrica 2010, más no formó parte de la nómina final. Esto debido a que durante un partido de Copa Libertadores 2010, quedó resentido tras un choque con su compañero de equipo de Colo-Colo, José Pedro Fuenzalida. Años después, Aránguiz indicó que Bielsa le dijo que lo tenía considerado para la nómina final, pero el no estar físicamente a punto hizo que fuera descartado por el director técnico argentino.
Años después de esto, fue convocado por el nuevo entrenador Claudio Borghi, quien lo convocó para la competición amistosa "Copa del Pacífico" contra Perú en una llave a 2 partidos, tras sus grandes actuaciones en Universidad de Chile. El primer partido se jugó el 21 de marzo en el Estadio Carlos Dittborn de Arica donde ganaron cómodamente 3-1 a los peruanos con Aránguiz siendo titular hasta el minuto 82 por Bryan Carrasco. En el partido de vuelta el día 11 de abril en el Estadio Jorge Basadre de Tacna golearon por 3-0 a los peruanos proclamándose campeones del torneo amistoso por un global de 6:1, Aránguiz jugó los 90 minutos.
El 14 de octubre de 2014 marcó tras capturar un rebote el primer gol chileno en la igualdad 2-2 ante Bolivia en el Estadio Francisco Sánchez Rumoroso
El 27 de mayo de 2016 Aránguiz jugó en el amistoso previo a la Copa América Centenario ante Jamaica en el Estadio Sausalito de Viña del Mar, que acabó en derrota 2:1, cabe mencionar que en este partido Charles volvió a jugar por Chile después 10 meses, producto de una lesión sufrida en el tendón de Aquiles en 2015.
Aránguiz ha totalizado 100 partidos en la Selección Chilena.en la victoria por 2-0 ante la selección peruana por la tercera fechas de las clasificatorias al mundial 2026

### Mundiales

#### Copa Mundial 2014

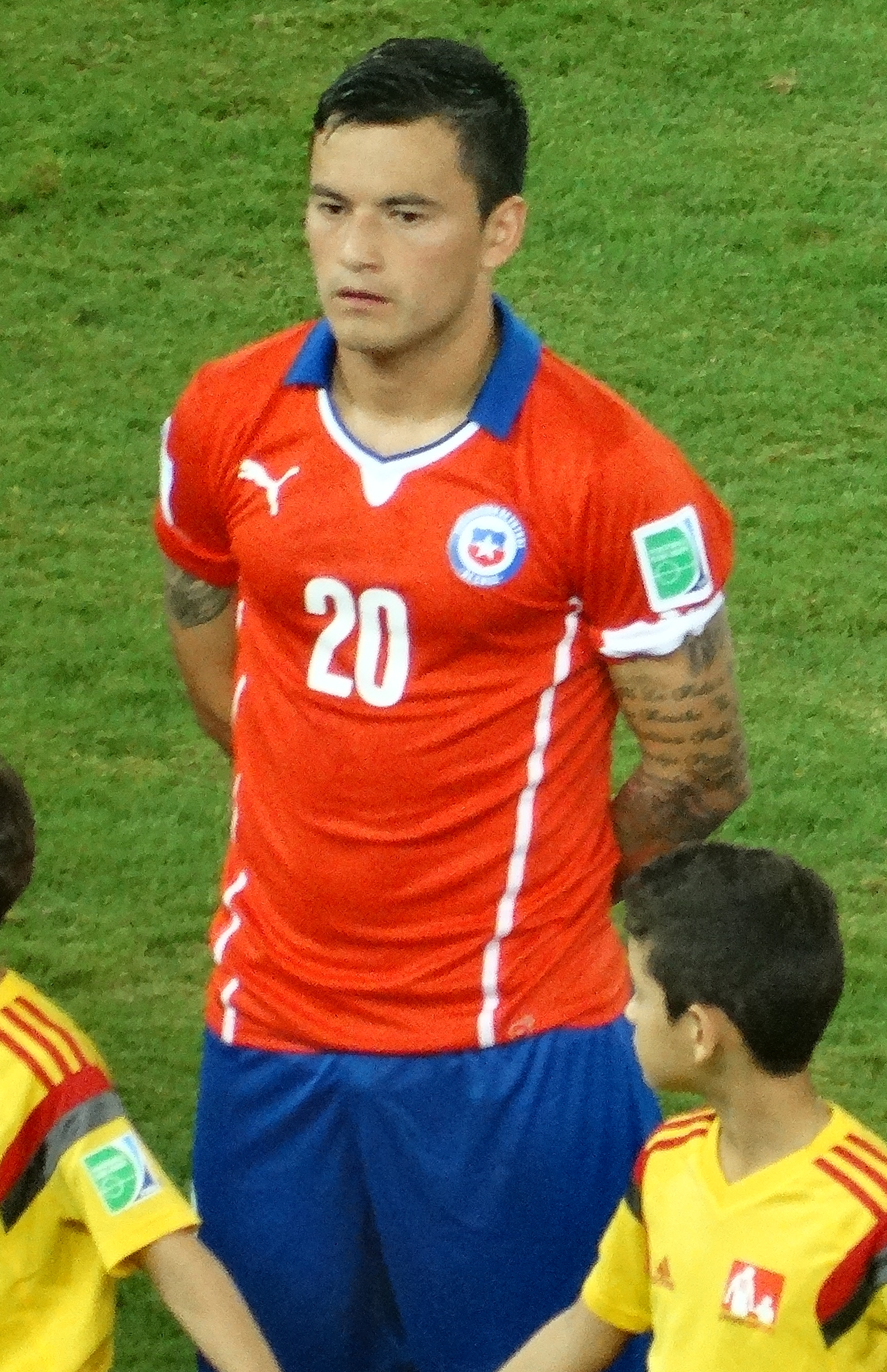
Charles durante la ceremonia de himnos en el encuentro Chile vs Australia por la Copa Mundial de Fútbol de 2014.

El 1 de junio de 2014, fue incluido en la nómina final por Jorge Sampaoli para disputar la Copa Mundial de Fútbol de 2014, celebrada en Brasil.
Debutaron contra Australia en el Arena Pantanal de Cuiabá del Grupo B que terminó en triunfo para Chile por 3 a 1 y Aránguiz tuvo una destacada participación, ya que en el primer gol de su selección dio un pase de cabeza a Eduardo Vargas para que Alexis Sánchez marcase el primero para "La Roja" en Brasil.
En el segundo partido de su grupo enfrentaron al vigente campeón del mundo España en el Estadio Maracaná y Charles fue gran figura en el histórico triunfo 2-0, en el primer gol recibió un pase de Alexis para que Charles asistiese a Eduardo Vargas y este en el mano a mano con el meta español marcarse el 1-0 parcial al minuto 20, en el segundo gol "El Príncipe" capturó el balón tras un mal despeje de Iker Casillas (tras tiro libre Alexis Sánchez) al minuto 39 para marcar el 2-0 final, Charles salió al minuto 65' por Felipe Gutiérrez, saliendo con molestias. En el último partido del Grupo enfrentaron a Países Bajos en el Arena de Sao Paulo para definir al líder y quien clasificaría como segundo, finalmente cayeron por 2-0 contra los holandeses acabando como segundos con 6 puntos.
En los octavos de final enfrentaron al anfitrión Brasil en el Estadio Mineirao, los locales abrieron el marcador al minuto 18 cabezazo de David Luiz tras un córner, 14 minutos después Chile igualó con anotación de Alexis Sánchez al minuto 32, terminaron los 90 minutos y ambas escuadras terminaron igualadas 1-1 en Belo Horizonte, jugaron tiempo suplementario y también terminaron empatados 1-1 por lo que tendría que irse a penales, Aránguiz fue el tercer pateador de Chile en la tanda anotando el 1-2 momentáneo tras clavarla en el ángulo de Julio César, después Gonzalo Jara falló el quinto penal chileno y Brasil pasó a cuartos de final por 3:2.
Jugó todos los partidos de Chile en el Mundial de Brasil 2014, jugando 355 minutos marcando gol y aportando 1 asistencia, siendo una de las principales figuras de "La Roja" en aquel mundial.

### Copas América

#### Copa América 2015

Charles Aránguiz conformó la alineación de que le dio su primer título oficial en 99 años tras ganarle en penales a la Final de la Copa América 2015.

El 31 de mayo de 2015, fue incluido en la nómina final por Jorge Sampaoli para disputar la Copa América 2015, celebrada en Chile.
Debutaron contra Ecuador en el partido inaugural de la Copa América 2015, el cual ganaron 2-0, Aránguiz tuvo un regular partido saliendo al minuto 85' por David Pizarro. En su segundo partido grupal contra México igualaron 3-3 y Aránguiz asistió en el primer gol chileno a Arturo Vidal. En la última fecha del grupo contra Bolivia logró marcar sus primeros goles en Copa América al anotar un doblete en la goleada 5-0, el primero fue al minuto 2 tras un pase de Eduardo Vargas abriendo el marcador y el segundo al minuto 66 tras un pase de Angelo Henríquez para el 3-0 parcial, así culminaron primeros en su Grupo con 7 puntos y 10 goles a favor. En los cuartos de final enfrentaron al campeón defensor Uruguay al cual lograron batir por 1-0 tras gol de Mauricio Isla al minuto 80 tras luchar una enormidad. En semifinales enfrentaron a Perú al cual doblegaron 2-1 con doblete de Eduardo Vargas para llegar a la final del torneo más antiguo a nivel de selecciones tras 28 años, Aránguiz jugó un buen partido recibiendo una fea falta de Carlos Zambrano al minuto 20, el peruano terminó siendo expulsado.
La Final se jugó el 4 de julio en la que enfrentaron a la Argentina de Lionel Messi en el Estadio Nacional Julio Martínez Pradanos de Santiago de Chile, Aránguiz fue titular como en todo el torneo, jugando un gran partido como todos sus compañeros, al minuto 86 recibió tarjeta amarilla tras una falta sobre Ever Banega, concluidos los 90 minutos terminaron igualados 0-0, se fueron al tiempo suplementario y nuevamente terminaron empatados 0-0 teniendo que definir al campeón del torneo en lanzamientos penales, Charles pateó el tercer penal chileno marcando el 3-1 parcial, en el siguiente penal Claudio Bravo le atajó su penal a Banega y luego Alexis Sánchez marcó el cuarto penal definitivo con un penalti a lo panenka (picando la pelota sobre el portero) para que Chile levantará su primer título continental de su historia.
Aránguiz jugó los 6 partidos de Chile en la Copa América 2015 marcando 2 goles, jugando 565 minutos y al igual que en el Mundial siendo uno de los mejores en el primer título en la historia de Chile.

#### Copa América Centenario

Charles Aránguiz conformó la alineación que consagró a por primera vez como Bicampeón de América tras vencer nuevamente en penales a por la Final de la Copa América Centenario.

El 16 de mayo de 2016, fue incluido en la nómina final por Juan Antonio Pizzi para disputar la Copa América Centenario, celebrada en Estados Unidos.
Debutaron contra Argentina en el Grupo D y a diferencia de la Copa América anterior, no debutaron con un triunfo al caer derrotados por 2-1, Aránguiz no tuvo un gran partido notandosele la inactividad futbolista producto de una lesión que lo dejó 8 meses fuera de las canchas, saliendo al minuto 80 por José Pedro Fuenzalida (autor de gol chileno). En su segundo partido vencieron sufridamente por 2-1 a Bolivia con doblete de Arturo Vidal y en el último partido del grupo se clasificaron al vencer a 4-2 a Panamá con dobletes de Alexis Sánchez y Eduardo Vargas acabando segundos en el Grupo con 6 puntos detrás de los argentinos. En los cuartos de final enfrentaron a México en el Levi's Stadium y los golearon por un histórico 7-0 con "poker" de Eduardo Vargas, 2 de Edson Puch y uno de Alexis Sánchez. En las semifinales se midieron con Colombia en el Chicago y los vencieron por 2-0, Aránguiz marcó el primer gol al minuto 6 tras un pase de cabeza del Chapita Fuenzalida que se desvió en Juan Guillermo Cuadrado volviendo a anotar por su selección después de un año.
La Final fue el día 26 de junio en el MetLife Stadium nuevamente contra la Argentina de Messi. Nuevamente fue un partido equilibrado y aguerrido ya que empataron 0-0 tras 120 minutos y otra vez debían definir el título en penales, Charles jugó muy bien la final contra los argentinos y fue el encargado de ejecutar el tercer penal de Chile en la definición, anotando y dejando el marcador 2-1 a favor de su selección, luego en el cuarto penal argentino, Claudio Bravo volvió a ser figura como en la final anterior y le atajó su disparo a Lucas Biglia para que Francisco Silva en el siguiente lanzamiento anotase el 4-2 definitivo para Chile y así lograran consagrarse como Bicampeones de América.
Aránguiz al igual que en el torneo anterior, jugó todo los partidos de Chile en la Copa América Centenario, anotando 1 gol en los 351 minutos que jugó e integrando el Equipo Ideal de la Copa América Centenario, además de ser una de las figuras de "La Roja" en el segundo título de su historia y todo esto a solo meses de volver de una grave lesión cuando estaba entrenando con el Bayer 04 Leverkusen de Alemania.

#### Copa Confederaciones 2017

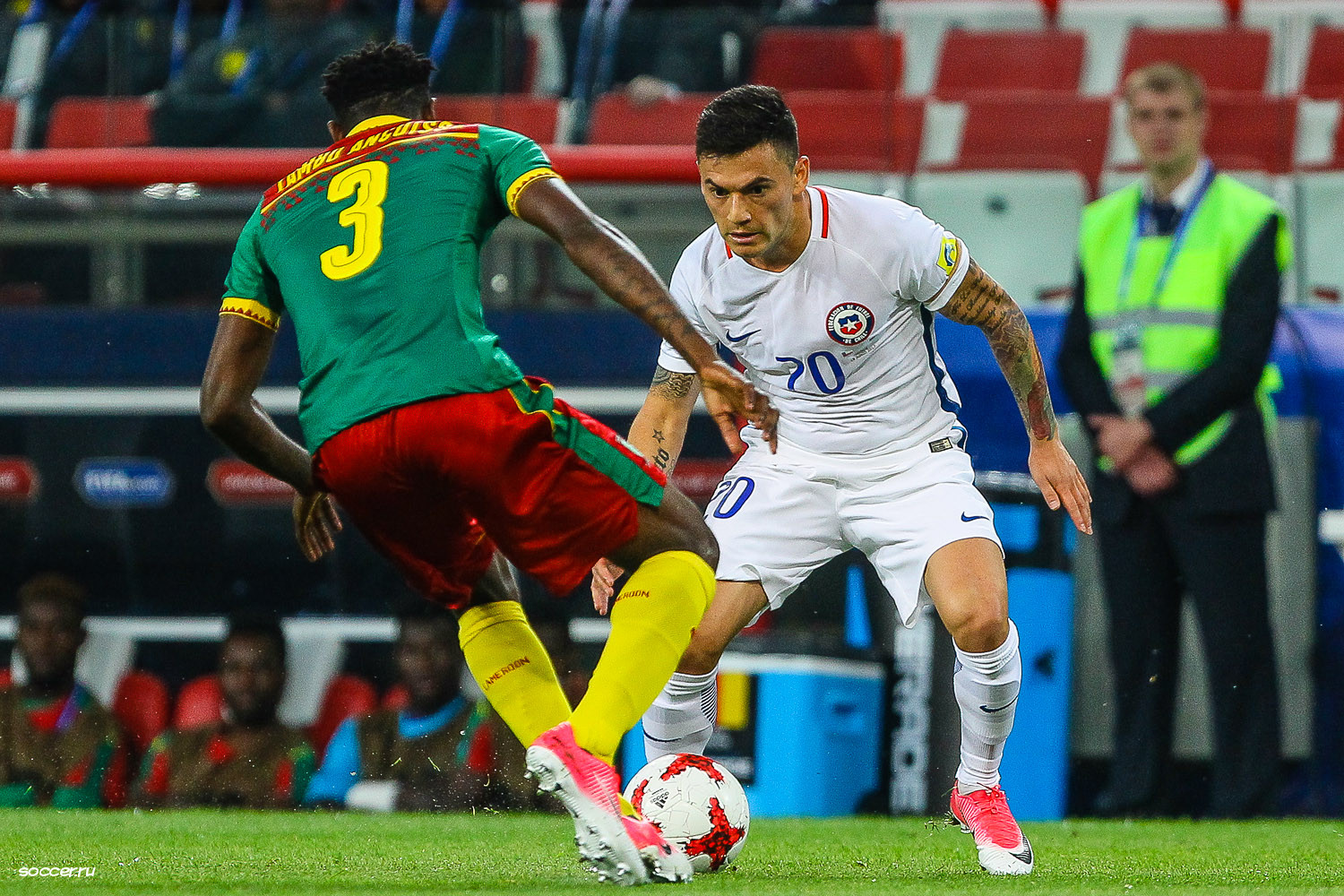
Charles Aránguiz en el duelo contra Camerún por la primera fecha del Grupo B de la Copa Confederaciones 2017.

El 2 de junio de 2017, integró la nómina final de la selección chilena que disputaría la Copa Confederaciones 2017 celebrada en Rusia.

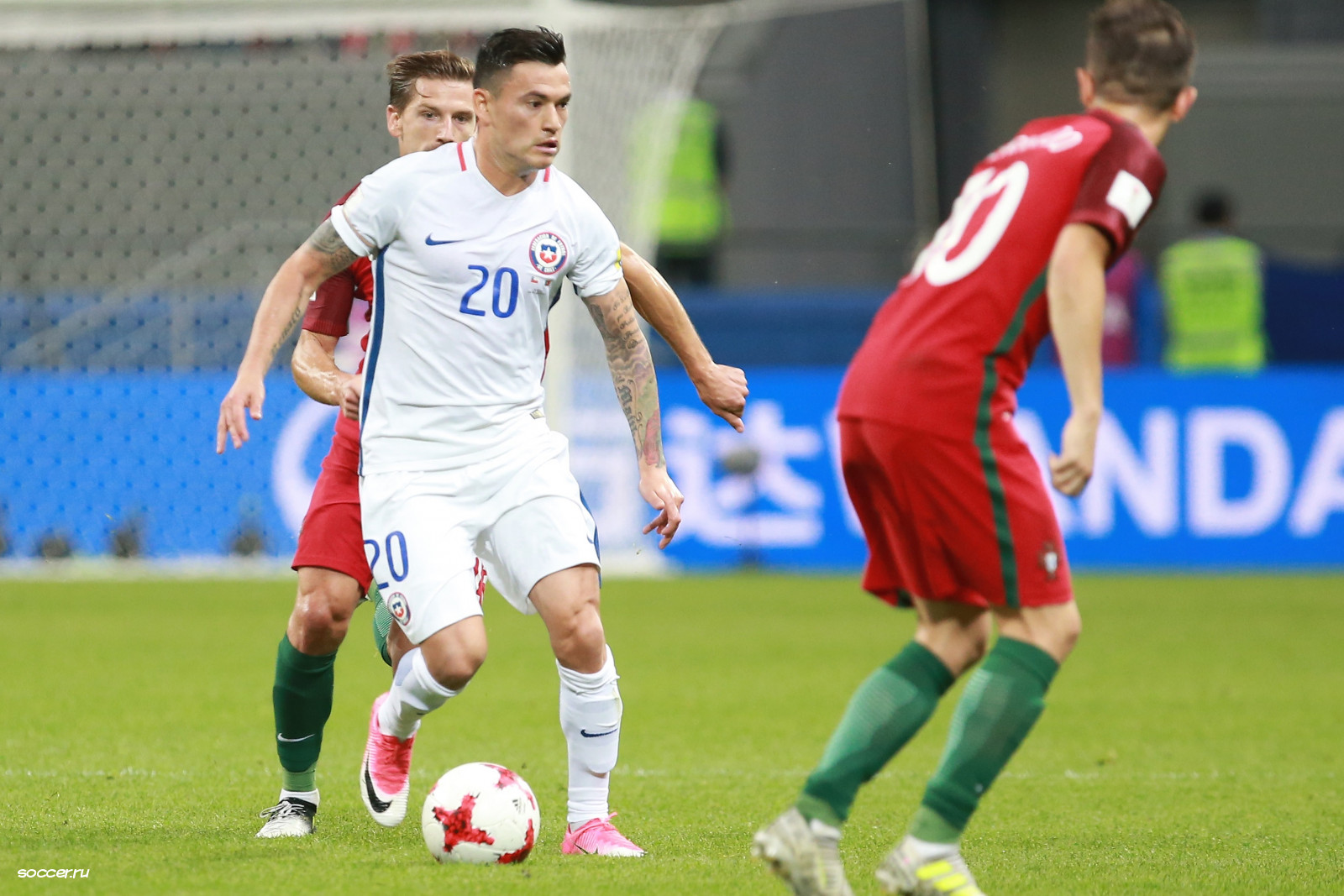
Aránguiz en el duelo contra Portugal por semifinales.

Debutaron en el Grupo B contra Camerún logrando un gran triunfo por 2-0 y con Aránguiz jugando un excelente partido saliendo al minuto 71 por Francisco Silva. En el segundo y tercer partido del grupo igualaron 1-1 contra Alemania y Camerún clasificándose a segunda fase en el segundo lugar con 5 puntos detrás de los alemanes. En las semifinales del torneo se midieron contra la Portugal de Cristiano Ronaldo en el Kazán Arena y tras 120 minutos muy parejos igualaron 0-0 y en penales nuevamente Chile se hizo fuerte y eliminó a Portugal por 3-0 tras notable actuación de Claudio Bravo que atajó los 3 penales lusos, Aránguiz pateó el segundo penal de Chile en la tanda, disparando al medio y dejando el marcador 2-0. Cabe destacar que Aránguiz fue el único que marcó en las 4 definiciones a penales de la Generación Dorada del Fútbol Chileno. En la final se midieron contra Alemania en el Estadio Krestovski de San Petersburgo donde cayeron por la cuenta mínima tras un error de Marcelo Díaz al minuto 20, Aránguiz salió al minuto 80 por Edson Puch.
Charles jugó los 5 partidos de Chile en la Copa Confederaciones 2017, todos de titular y jugando 405 minutos además de ser incluido en el 11 Ideal del torneo.

#### Copa América 2019
El 26 de mayo de 2019, integró la nómina final de 23 jugadores de Reinaldo Rueda que iría a defender el Bicampeonato de América en Brasil.
A pesar de las polémicas vividas días previo al debut, lograron empezar de la mejor manera posible goleando 4-0 al combinado sub-21 de Japón por la Fecha 1 del Grupo C y con Aránguiz como protagonista, ya que al minuto 41 asistió a Erick Pulgar desde tiro de esquina para que marcase el primer tanto y después habilitó a Alexis Sánchez al minuto 82 para el 3-0 parcial. En la siguiente fecha vencieron por 2-1 a Ecuador clasificándose a segunda fase y con Aránguiz como protagonista de nuevo ya asistió a Alexis al minuto 52' para que este marcase el 2-1. Ya en el último partido del Grupo C contra Uruguay en el Estadio Maracaná y por el liderato, cayeron por la cuenta mínima con gol de Edinson Cavani al minuto 81 acabando segundos en el grupo con 6 puntos detrás de los charrúas. En los cuartos de final se midieron a Colombia terminando igualados 0 a 0 en los 90 minutos por lo que fueron a lanzamientos penales, Aránguiz fue el encargado de patear el cuarto penal para Chila y no falló como de costumbre anotando el 4-4 parcial, luego William Tesillo erró su penal para Colombia y Alexis Sánchez anotó el suyo para meter a Chile en semifinales. En las semifinales enfrentaron a Perú en el Arena do Gremio cayendo por un claro 3-0. En el partido por el tercer lugar contra Argentina en el Arena Corinthians perdieron por 2-1 terminando en el cuarto lugar la Copa América 2019.

#### Copa América 2021
Fue nominado por Martín Lasarte para disputar la Copa América 2021 donde quedaron eliminados por Brasil en Río de Janeiro por los cuartos de final

### Clasificatorias

#### Clasificatorias Brasil 2014
Tras sus grandes actuaciones en Universidad de Chile fue convocado por Claudio Borghi para las primeras fechas de las Clasificatorias a Brasil 2014 en octubre y noviembre de 2011, fue suplente en los primeros 3 duelos clasificatorios contra Argentina, Perú y Uruguay, para la cuarta fecha contra Paraguay, Borghi decidió darle la oportunidad de mostrarse y a la vez de debutar en partidos oficiales, jugó todo el partido cumpliendo un buen partido en el triunfo 2-0 sobre los paraguayos en el Estadio Nacional con goles de Pablo Contreras y Matías Campos Toro.
En junio de 2012, por la fecha 5 y 6 contra Bolivia y Venezuela, Charles tendría participación como titular, siendo el reemplazo de Mauricio Isla por la banda derecha, en el primer partido contra los bolivianos en La Paz marcó el primer gol al minuto 45+3' en el triunfo 2-0 de visita y nuevamente marcó en el triunfo 2-0 sobre los venezolanos en Puerto La Cruz, esta vez cerrando el triunfo al minuto 90+1' para que Chile fuera líder en Clasificatorias mundialistas por primera vez en su historia. Se perdió los duelos contra Colombia, Ecuador y Argentina debido a una lesión.
Regresó a las nóminas clasificatorias en marzo de 2013 de la mano del nuevo entrenador Jorge Sampaoli (Con quien triunfo en Universidad de Chile) para los duelos contra Perú y Uruguay. En el primer duelo cayeron por la cuenta mínima contra los peruanos en Lima con Aránguiz siendo titular hasta el minuto 54 saliendo por Francisco Silva, en el segundo duelo lograron vencer 2-0 a los charrúas con goles de Esteban Paredes y Eduardo Vargas con Aránguiz jugando de titular nuevamente y saliendo al minuto 59 por Matías Fernández. Fue suplente en la fecha 17 en la igualdad 3-3 contra Colombia de visita por lo que tendrían que asegurar su clasificación al Mundial de Brasil en la última fecha contra Ecuador. Se enfrentaron a los ecuatorianos en la última fecha y en un Estadio Nacional repleto los doblegaron por 2:1 con anotaciones de Alexis Sánchez y Gary Medel, Aránguiz fue titular jugando un buen encuentro y saliendo al minuto 76 por Matías Fernández.
Aránguiz jugó 7 partidos de 16 durante las Clasificación de Chile a Brasil 2014, todos ellos de titular, marcando 2 goles en los 515 minutos que jugó y siendo clave en los triunfos contra Bolivia y Venezuela en junio de 2012.

#### Clasificatorias Rusia 2018

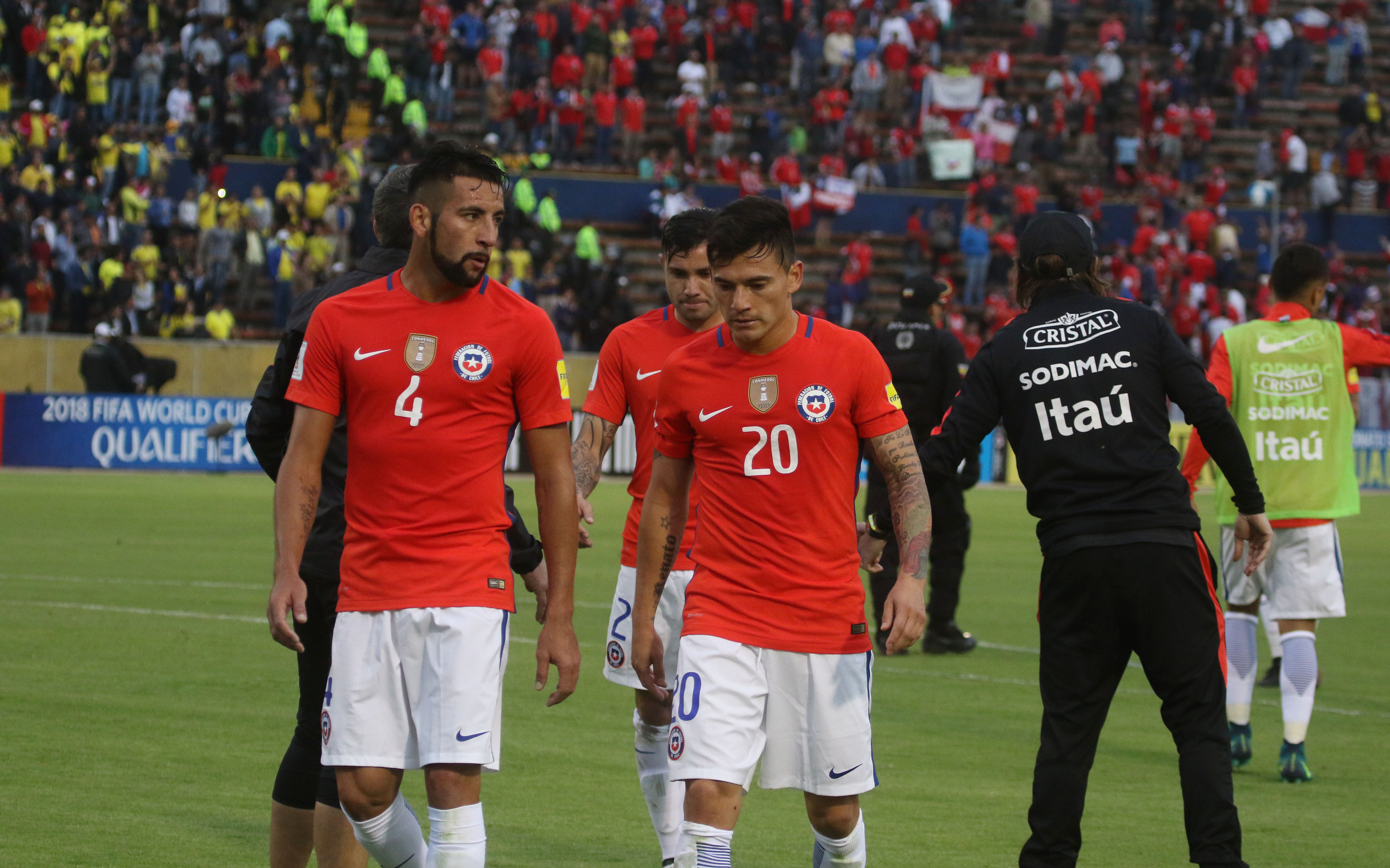
Isla (izquierda) y Aránguiz (derecha) post duelo contra por la novena fecha de las Clasificatorias Rusia 2018.

Después de recuperarse totalmente de su lesión en el tendón de Aquiles y concluida la Copa América Centenario, Juan Antonio Pizzi lo convocó para la doble fecha de septiembre de 2016 contra Paraguay y Bolivia. Debutó en la séptima fecha de las Clasificatorias Rusia 2018 contra Paraguay en Asunción que acabó en derrota chilena 1-2 y Aránguiz asistió a Arturo Vidal mediante tiro libre para que anotará de cabeza el descuento chileno, luego en la octava fecha empataron increíblemente 0-0 contra Bolivia en el Estadio Monumental, dejando escapar puntos de oro. En la novena fecha cayeron por un claro 3-0 contra Ecuador en Quito y a la vez saliendo de puestos de clasificación. Lograron volver al triunfo en la décima fecha tras vencer sufridamente por 2-1 a Perú de local con doblete de Arturo Vidal con Aránguiz siendo clave ya que en el segundo gol al minuto 85 inició la jugada dándole el pase a Mauricio Isla para que Vidal dispara desde fuera del área para que Chile ganará ese partido. En el duelo por la Fecha 11 contra Colombia (que acabó 0-0 en Barranquilla), Charles recibió amarilla al minuto 36 quedando suspendido para el ante Uruguay, a pesar de eso, Aránguiz jugó bien en el mediocampo ayudando a sacar un empate en Colombia pero saliendo al minuto 73 por Felipe Gutiérrez con molestias en una de sus piernas.
Tras cumplir su suspensión, regresó en la decimotercera fecha contra Argentina en el Estadio Monumental de Buenos Aires donde cayeron por la cuenta mínima y Aránguiz fue titular recibiendo amarilla al minuto 11 y saliendo al 90+1' por Esteban Paredes. En la fecha siguiente vencieron 3-1 a Venezuela y Aránguiz fue importante ya que en el 2-0 asistió a Esteban Paredes al minuto 6. En la decimoquinta fecha cayeron por un inapelable 0-3 contra Paraguay en el Estadio Monumental complicando sus aspiraciones de cara a clasificar al Mundial, para variar Aránguiz recibió amarilla y quedó suspendido para el duelo contra Bolivia en la altura de La Paz (partido que perdieron 1-0). En la última doble fecha, Aránguiz se lesionó semanas previas al duelo ante Ecuador de local y Brasil de visita, poniendo en duda su presencia en los duelos claves para clasificar al mundial, en el primer partido no pudo jugar debido a su lesión, en el último duelo contra Brasil puso todos sus esfuerzos para jugar pese a su lesión y solo pudo jugar los primeros 45 minutos cuando iban 0-0 teniendo que salir en el entretiempo por Erick Pulgar por sus molestias físicas, en el segundo tiempo se notó su ausencia y Chile cayó por un claro 3-0 en el Allianz Parque quedando eliminados de Rusia 2018.
Aránguiz jugó 9 de los 18 partidos de Chile en las Clasificatorias Rusia 2018, aportando 2 asistencias en los 718 minutos que jugó, perdiéndose varios de esos partidos por lesiones.

#### Participaciones en clasificatorias a Copas del Mundo
| Eliminatorias                   | Sede       | Resultado   | Posición   | Partidos | Goles | Asis. |
| ------------------------------- | ---------- | ----------- | ---------- | -------- | ----- | ----- |
| Clasificatorias a Brasil 2014   | Sudamérica | Clasificado | 3.er lugar | 7        | 2     | 0     |
| Clasificatorias a Rusia 2018    | Sudamérica | Eliminado   | 6.º lugar  | 9        | 0     | 2     |
| Clasificatorias a Catar 2022    | Sudamérica | Eliminado   | 7.º lugar  | 13       | 0     | 2     |
| Eliminatorias Norteamérica 2026 | Sudamérica | Eliminado   |            | 4        | 0     | 0     |
| Total                           | Total      | Total       | Total      | 33       | 2     | 4     |

#### Participaciones en Copas del Mundo
| Mundial           | Sede   | Resultado        | PJ | Goles | Asis. |
| ----------------- | ------ | ---------------- | -- | ----- | ----- |
| Copa Mundial 2014 | Brasil | Octavos de final | 4  | 1     | 1     |

#### Participaciones en Copa FIFA Confederaciones
| Copa                           | Sede  | Resultado  | PJ | Goles | Asis. |
| ------------------------------ | ----- | ---------- | -- | ----- | ----- |
| Copa FIFA Confederaciones 2017 | Rusia | Subcampeón | 5  | 0     | 0     |

#### Participaciones en Copa América
| Torneo                  | Sede           | Resultado        | Partidos | Goles | Asist. |
| ----------------------- | -------------- | ---------------- | -------- | ----- | ------ |
| Copa América 2015       | Chile          | Campeón          | 6        | 2     | 1      |
| Copa América Centenario | Estados Unidos | Campeón          | 6        | 1     | 0      |
| Copa América 2019       | Brasil         | Cuarto lugar     | 6        | 0     | 3      |
| Copa América 2021       | Brasil         | Cuartos de final | 5        | 0     | 0      |
| Total                   | Total          | Total            | 23       | 3     | 4      |

### Partidos internacionales
Actualizado al 17 de octubre de 2023.
| 1     | 4 de noviembre de 2009   | Estadio Huachipato-CAP Acero, Talcahuano, Chile                           | Chile          | 2-1              | Paraguay          |          |                                          | Marcelo Bielsa     | Amistoso                            |
| 2     | 19 de enero de 2010      | Estadio Francisco Sánchez Rumoroso, Coquimbo, Chile                       | Chile          | 2 - 1            | Panamá            |          |                                          | Marcelo Bielsa     | Amistoso                            |
| 3     | 31 de marzo de 2010      | Estadio Bicentenario Germán Becker, Temuco, Chile                         | Chile          | 0-0              | Venezuela         |          |                                          | Marcelo Bielsa     | Amistoso                            |
| 4     | 7 de septiembre de 2010  | Estadio Lobanovsky Dynamo, Kiev, Ucrania                                  | Ucrania        | 2-1              | Chile             |          |                                          | Marcelo Bielsa     | Amistoso                            |
| 5     | 4 de septiembre de 2011  | Estadio Cornellà-El Prat, Barcelona, España                               | Chile          | 0-1              | México            |          |                                          | Claudio Borghi     | Amistoso                            |
| 6     | 15 de noviembre de 2011  | Estadio Nacional Julio Martínez Prádanos, Santiago, Chile                 | Chile          | 2-0              | Paraguay          |          |                                          | Claudio Borghi     | Clasificatorias a Brasil 2014       |
| 7     | 29 de febrero de 2012    | PPL Park, Chester, Estados Unidos                                         | Chile          | 1-1              | Ghana             |          |                                          | Claudio Borghi     | Amistoso                            |
| 8     | 21 de marzo de 2012      | Estadio Carlos Dittborn, Arica, Chile                                     | Chile          | 3-1              | Perú              |          |                                          | Claudio Borghi     | Copa del Pacífico 2012              |
| 9     | 11 de abril de 2012      | Estadio Jorge Basadre, Tacna, Perú                                        | Perú           | 0-3              | Chile             |          |                                          | Claudio Borghi     | Copa del Pacífico 2012              |
| 10    | 2 de junio de 2012       | Estadio Hernando Siles, La Paz, Bolivia                                   | Bolivia        | 0-2              | Chile             | 45+3'    |                                          | Claudio Borghi     | Clasificatorias a Brasil 2014       |
| 11    | 9 de junio de 2012       | Estadio Olímpico Gral. José Antonio Anzoátegui, Puerto La Cruz, Venezuela | Venezuela      | 0-2              | Chile             | 90+1'    |                                          | Claudio Borghi     | Clasificatorias a Brasil 2014       |
| 12    | 15 de agosto de 2012     | Citi Field, New York, Estados Unidos                                      | Ecuador        | 3-0              | Chile             |          |                                          | Claudio Borghi     | Amistoso                            |
| 13    | 22 de marzo de 2013      | Estadio Nacional del Perú, Lima, Perú                                     | Perú           | 1-0              | Chile             |          |                                          | Jorge Sampaoli     | Clasificatorias a Brasil 2014       |
| 14    | 26 de marzo de 2013      | Estadio Nacional Julio Martínez Prádanos, Santiago, Chile                 | Chile          | 2-0              | Uruguay           |          |                                          | Jorge Sampaoli     | Clasificatorias a Brasil 2014       |
| 15    | 14 de agosto de 2013     | Estadio Brøndby, Copenhague, Dinamarca                                    | Irak           | 0-6              | Chile             |          |                                          | Jorge Sampaoli     | Amistoso                            |
| 16    | 6 de septiembre de 2013  | Estadio Nacional Julio Martínez Prádanos, Santiago, Chile                 | Chile          | 3-0              | Venezuela         |          |                                          | Jorge Sampaoli     | Clasificatorias a Brasil 2014       |
| 17    | 15 de octubre de 2013    | Estadio Nacional Julio Martínez Prádanos, Santiago, Chile                 | Chile          | 2-1              | Ecuador           |          |                                          | Jorge Sampaoli     | Clasificatorias a Brasil 2014       |
| 18    | 15 de noviembre de 2013  | Estadio de Wembley, Londres, Inglaterra                                   | Inglaterra     | 0-2              | Chile             |          |                                          | Jorge Sampaoli     | Amistoso                            |
| 19    | 5 de marzo de 2014       | Estadio Mercedes-Benz Arena, Stuttgart, Alemania                          | Alemania       | 1-0              | Chile             |          |                                          | Jorge Sampaoli     | Amistoso                            |
| 20    | 30 de mayo de 2014       | Estadio Nacional Julio Martínez Prádanos, Santiago, Chile                 | Chile          | 3-2              | Egipto            |          |                                          | Jorge Sampaoli     | Amistoso                            |
| 21    | 4 de junio de 2014       | Estadio Elías Figueroa Brander, Valparaíso, Chile                         | Chile          | 2-0              | Irlanda del Norte |          |                                          | Jorge Sampaoli     | Amistoso                            |
| 22    | 13 de junio de 2014      | Estadio Arena Pantanal, Cuiabá, Brasil                                    | Chile          | 3-1              | Australia         |          |                                          | Jorge Sampaoli     | Copa Mundial de Fútbol 2014         |
| 23    | 18 de junio de 2014      | Estadio Maracaná, Río de Janeiro, Brasil                                  | España         | 0-2              | Chile             | 43'      | 20' a Eduardo Vargas                     | Jorge Sampaoli     | Copa Mundial de Fútbol de 2014      |
| 24    | 23 de junio de 2014      | Estadio Arena Corinthians, São Paulo, Brasil                              | Países Bajos   | 2-0              | Chile             |          |                                          | Jorge Sampaoli     | Copa Mundial de Fútbol de 2014      |
| 25    | 28 de junio de 2014      | Estadio Mineirão, Belo Horizonte, Brasil                                  | Brasil         | 1-1(t. s.) 3-2p  | Chile             |          |                                          | Jorge Sampaoli     | Copa Mundial de Fútbol de 2014      |
| 26    | 6 de septiembre de 2014  | Levi's Stadium, Santa Clara, Estados Unidos                               | México         | 0-0              | Chile             |          |                                          | Jorge Sampaoli     | Amistoso                            |
| 27    | 9 de septiembre de 2014  | Lockhart Stadium, Fort Lauderdale, Estados Unidos                         | Chile          | 1-0              | Haití             |          |                                          | Jorge Sampaoli     | Amistoso                            |
| 28    | 10 de octubre de 2014    | Estadio Elías Figueroa Brander, Valparaíso, Chile                         | Chile          | 3-0              | Perú              |          | 34' a Gary Medel                         | Jorge Sampaoli     | Amistoso                            |
| 29    | 14 de octubre de 2014    | Estadio Francisco Sánchez Rumoroso, Coquimbo, Chile                       | Chile          | 2-2              | Bolivia           | 42'      |                                          | Jorge Sampaoli     | Amistoso                            |
| 30    | 14 de noviembre de 2014  | Estadio CAP, Talcahuano, Chile                                            | Chile          | 5-0              | Venezuela         |          | 45+1' a Jorge Valdivia                   | Jorge Sampaoli     | Amistoso                            |
| 31    | 18 de noviembre de 2014  | Estadio Monumental, Santiago, Chile                                       | Chile          | 1-2              | Uruguay           |          |                                          | Jorge Sampaoli     | Amistoso                            |
| 32    | 26 de marzo de 2015      | NV Arena, Sankt Pölten, Austria                                           | Irán           | 2-0              | Chile             |          |                                          | Jorge Sampaoli     | Amistoso                            |
| 33    | 29 de marzo de 2015      | Emirates Stadium, Londres, Inglaterra                                     | Brasil         | 1-0              | Chile             |          |                                          | Jorge Sampaoli     | Amistoso                            |
| 34    | 5 de junio de 2015       | Estadio El Teniente, Rancagua, Chile                                      | Chile          | 1-0              | El Salvador       |          |                                          | Jorge Sampaoli     | Amistoso                            |
| 35    | 11 de junio de 2015      | Estadio Nacional Julio Martínez Prádanos, Santiago, Chile                 | Chile          | 2-0              | Ecuador           |          |                                          | Jorge Sampaoli     | Copa América 2015                   |
| 36    | 15 de junio de 2015      | Estadio Nacional Julio Martínez Prádanos, Santiago, Chile                 | Chile          | 3-3              | México            |          | 22' a Arturo Vidal                       | Jorge Sampaoli     | Copa América 2015                   |
| 37    | 19 de junio de 2015      | Estadio Nacional Julio Martínez Prádanos, Santiago, Chile                 | Chile          | 5-0              | Bolivia           | 3' · 66' |                                          | Jorge Sampaoli     | Copa América 2015                   |
| 38    | 24 de junio de 2015      | Estadio Nacional Julio Martínez Prádanos, Santiago, Chile                 | Chile          | 1-0              | Uruguay           |          |                                          | Jorge Sampaoli     | Copa América 2015                   |
| 39    | 29 de junio de 2015      | Estadio Nacional Julio Martínez Prádanos, Santiago, Chile                 | Chile          | 2-1              | Perú              |          |                                          | Jorge Sampaoli     | Copa América 2015                   |
| 40    | 4 de julio de 2015       | Estadio Nacional Julio Martínez Prádanos, Santiago, Chile                 | Chile          | 0-0 (t. s.) 4-1p | Argentina         |          |                                          | Jorge Sampaoli     | Copa América 2015                   |
| 41    | 27 de mayo de 2016       | Estadio Sausalito, Viña del Mar, Chile                                    | Chile          | 1-2              | Jamaica           |          |                                          | Juan Antonio Pizzi | Amistoso                            |
| 42    | 1 de junio de 2016       | Estadio Qualcomm, San Diego, Estados Unidos                               | México         | 1-0              | Chile             |          |                                          | Juan Antonio Pizzi | Amistoso                            |
| 43    | 6 de junio de 2016       | Levi's Stadium, Santa Clara, Estados Unidos                               | Argentina      | 2-1              | Chile             |          |                                          | Juan Antonio Pizzi | Copa América Centenario             |
| 44    | 10 de junio de 2016      | Gillette Stadium, Foxborough, Estados Unidos                              | Chile          | 2-1              | Bolivia           |          |                                          | Juan Antonio Pizzi | Copa América Centenario             |
| 45    | 14 de junio de 2016      | Lincoln Financial Field, Filadelfia, Estados Unidos                       | Chile          | 4-2              | Panamá            |          |                                          | Juan Antonio Pizzi | Copa América Centenario             |
| 46    | 18 de junio de 2016      | Levi's Stadium, Santa Clara, Estados Unidos                               | México         | 0-7              | Chile             |          |                                          | Juan Antonio Pizzi | Copa América Centenario             |
| 47    | 22 de junio de 2016      | Soldier Field, Chicago, Estados Unidos                                    | Colombia       | 0-2              | Chile             | 7'       |                                          | Juan Antonio Pizzi | Copa América Centenario             |
| 48    | 26 de junio de 2016      | MetLife Stadium, East Rutherford, Estados Unidos                          | Argentina      | 0-0 (t. s.) 2-4p | Chile             |          |                                          | Juan Antonio Pizzi | Copa América Centenario             |
| 49    | 1 de septiembre de 2016  | Estadio Defensores del Chaco, Asunción, Paraguay                          | Paraguay       | 2-1              | Chile             |          | 36' a Arturo Vidal                       | Juan Antonio Pizzi | Clasificatorias a Rusia 2018        |
| 50    | 6 de septiembre de 2016  | Estadio Monumental, Santiago, Chile                                       | Chile          | 3-0              | Bolivia           |          |                                          | Juan Antonio Pizzi | Clasificatorias a Rusia 2018        |
| 51    | 6 de octubre de 2016     | Estadio Olímpico Atahualpa, Quito, Ecuador                                | Ecuador        | 3-0              | Chile             |          |                                          | Juan Antonio Pizzi | Clasificatorias a Rusia 2018        |
| 52    | 11 de octubre de 2016    | Estadio Nacional Julio Martínez Prádanos, Santiago, Chile                 | Chile          | 2-1              | Perú              |          |                                          | Juan Antonio Pizzi | Clasificatorias a Rusia 2018        |
| 53    | 10 de noviembre de 2016  | Estadio Metropolitano Roberto Meléndez, Barranquilla, Colombia            | Colombia       | 0-0              | Chile             |          |                                          | Juan Antonio Pizzi | Clasificatorias a Rusia 2018        |
| 54    | 23 de marzo de 2017      | Estadio Antonio Vespucio Liberti, Buenos Aires, Argentina                 | Argentina      | 1-0              | Chile             |          |                                          | Juan Antonio Pizzi | Clasificatorias a Rusia 2018        |
| 55    | 28 de marzo de 2017      | Estadio Monumental, Santiago, Chile                                       | Chile          | 3-1              | Venezuela         |          | 6' a Esteban Paredes                     | Juan Antonio Pizzi | Clasificatorias a Rusia 2018        |
| 56    | 2 de junio de 2017       | Estadio Nacional Julio Martínez Prádanos, Santiago, Chile                 | Chile          | 3-0              | Burkina Faso      |          |                                          | Juan Antonio Pizzi | Amistoso                            |
| 57    | 9 de junio de 2017       | VEB Arena, Moscú, Rusia                                                   | Rusia          | 1-1              | Chile             |          |                                          | Juan Antonio Pizzi | Amistoso                            |
| 58    | 13 de junio de 2017      | Cluj Arena, Cluj, Rumanía                                                 | Rumania        | 3-2              | Chile             |          |                                          | Juan Antonio Pizzi | Amistoso                            |
| 59    | 18 de junio de 2017      | Otkrytie Arena, Moscú, Rusia                                              | Camerún        | 0-2              | Chile             |          |                                          | Juan Antonio Pizzi | Copa Confederaciones 2017           |
| 60    | 22 de junio de 2017      | Kazán Arena, Kazán, Rusia                                                 | Alemania       | 1-1              | Chile             |          |                                          | Juan Antonio Pizzi | Copa Confederaciones 2017           |
| 61    | 25 de junio de 2017      | Otkrytie Arena, Moscú, Rusia                                              | Chile          | 1-1              | Australia         |          |                                          | Juan Antonio Pizzi | Copa Confederaciones 2017           |
| 62    | 28 de junio de 2017      | Kazán Arena, Kazán, Rusia                                                 | Portugal       | 0-0 (t. s.) 0-3p | Chile             |          |                                          | Juan Antonio Pizzi | Copa Confederaciones 2017           |
| 63    | 2 de julio de 2017       | Estadio Krestovski, San Petersburgo, Rusia                                | Chile          | 0-1              | Alemania          |          |                                          | Juan Antonio Pizzi | Copa Confederaciones 2017           |
| 64    | 31 de agosto de 2017     | Estadio Monumental, Santiago, Chile                                       | Chile          | 0-3              | Paraguay          |          |                                          | Juan Antonio Pizzi | Clasificatorias a Rusia 2018        |
| 65    | 10 de octubre de 2017    | Allianz Parque, São Paulo, Brasil                                         | Brasil         | 3-0              | Chile             |          |                                          | Juan Antonio Pizzi | Clasificatorias a Rusia 2018        |
| 66    | 24 de marzo de 2018      | Friends Arena, Estocolmo, Suecia                                          | Suecia         | 1-2              | Chile             |          |                                          | Reinaldo Rueda     | Amistoso                            |
| 67    | 11 de septiembre de 2018 | Suwon World Cup Stadium, Suwon, Corea del Sur                             | Corea del Sur  | 0-0              | Chile             |          |                                          | Reinaldo Rueda     | Amistoso                            |
| 68    | 22 de marzo de 2019      | SDCCU Stadium, San Diego, Estados Unidos                                  | México         | 3-1              | Chile             |          |                                          | Reinaldo Rueda     | Amistoso                            |
| 69    | 26 de marzo de 2019      | BBVA Compass Stadium, Houston, Estados Unidos                             | Estados Unidos | 1-1              | Chile             |          |                                          | Reinaldo Rueda     | Amistoso                            |
| 70    | 6 de junio de 2019       | Estadio La Portada, La Serena, Chile                                      | Chile          | 2-1              | Haití             |          |                                          | Reinaldo Rueda     | Amistoso                            |
| 71    | 17 de junio de 2019      | Estadio Morumbi, São Paulo, Brasil                                        | Japón          | 0-4              | Chile             |          | 41' a Erick Pulgar, 82' a Alexis Sánchez | Reinaldo Rueda     | Copa América 2019                   |
| 72    | 21 de junio de 2019      | Arena Fonte Nova, Salvador, Brasil                                        | Ecuador        | 1-2              | Chile             |          | 51' a Alexis Sánchez                     | Reinaldo Rueda     | Copa América 2019                   |
| 73    | 24 de junio de 2019      | Estadio Maracaná, Río de Janeiro, Brasil                                  | Chile          | 0-1              | Uruguay           |          |                                          | Reinaldo Rueda     | Copa América 2019                   |
| 74    | 28 de junio de 2019      | Arena Corinthians, São Paulo, Brasil                                      | Colombia       | 0-0 4-5p         | Chile             |          |                                          | Reinaldo Rueda     | Copa América 2019                   |
| 75    | 3 de julio de 2019       | Arena do Grêmio, Porto Alegre, Brasil                                     | Chile          | 0-3              | Perú              |          |                                          | Reinaldo Rueda     | Copa América 2019                   |
| 76    | 6 de julio de 2019       | Arena Corinthians, São Paulo, Brasil                                      | Argentina      | 2-1              | Chile             |          |                                          | Reinaldo Rueda     | Copa América 2019                   |
| 77    | 5 de septiembre de 2019  | Los Angeles Memorial Sports Arena, California, Estados Unidos             | Argentina      | 0-0              | Chile             |          |                                          | Reinaldo Rueda     | Amistoso                            |
| 78    | 10 de septiembre de 2019 | Estadio Olímpico Metropolitano, San Pedro Sula, Honduras                  | Honduras       | 2-1              | Chile             |          |                                          | Reinaldo Rueda     | Amistoso                            |
| 79    | 8 de octubre de 2020     | Estadio Centenario, Montevideo, Uruguay                                   | Uruguay        | 2-1              | Chile             |          | 54' a Alexis Sánchez                     | Reinaldo Rueda     | Clasificatorias a Catar 2022        |
| 80    | 13 de octubre de 2020    | Estadio Nacional Julio Martínez Prádanos, Santiago, Chile                 | Chile          | 2-2              | Colombia          |          |                                          | Reinaldo Rueda     | Clasificatorias a Catar 2022        |
| 81    | 3 de junio de 2021       | Estadio Único Madre de Ciudades, Santiago del Estero, Argentina           | Argentina      | 1-1              | Chile             |          |                                          | Martín Lasarte     | Clasificatorias a Catar 2022        |
| 82    | 8 de junio de 2021       | Estadio San Carlos de Apoquindo, Santiago, Chile                          | Chile          | 1-1              | Bolivia           |          | 69' a Erick Pulgar                       | Martín Lasarte     | Clasificatorias a Catar 2022        |
| 83    | 14 de junio de 2021      | Estadio Olímpico Nilton Santos, Río de Janeiro, Brasil                    | Argentina      | 1-1              | Chile             |          |                                          | Martín Lasarte     | Copa América 2021                   |
| 84    | 18 de junio de 2021      | Arena Pantanal, Cuiabá, Brasil                                            | Chile          | 1-0              | Bolivia           |          |                                          | Martín Lasarte     | Copa América 2021                   |
| 85    | 21 de junio de 2021      | Arena Pantanal, Cuiabá, Brasil                                            | Uruguay        | 1-1              | Chile             |          |                                          | Martín Lasarte     | Copa América 2021                   |
| 86    | 24 de junio de 2021      | Estadio Mané Garrincha, Brasilia, Brasil                                  | Chile          | 0-2              | Paraguay          |          |                                          | Martín Lasarte     | Copa América 2021                   |
| 87    | 2 de julio de 2021       | Estadio Olímpico Nilton Santos, Río de Janeiro, Brasil                    | Brasil         | 1-0              | Chile             |          |                                          | Martín Lasarte     | Copa América 2021                   |
| 88    | 2 de septiembre de 2021  | Estadio Monumental, Santiago, Chile                                       | Chile          | 0-1              | Brasil            |          |                                          | Martín Lasarte     | Clasificatorias a Catar 2022        |
| 89    | 5 de septiembre de 2021  | Estadio Rodrigo Paz Delgado, Quito, Ecuador                               | Ecuador        | 0-0              | Chile             |          |                                          | Martín Lasarte     | Clasificatorias a Catar 2022        |
| 90    | 9 de septiembre de 2021  | Estadio Metropolitano Roberto Meléndez, Barranquilla, Colombia            | Colombia       | 3-1              | Chile             |          |                                          | Martín Lasarte     | Clasificatorias a Catar 2022        |
| 91    | 7 de octubre de 2021     | Estadio Nacional, Lima, Perú                                              | Perú           | 2-0              | Chile             |          |                                          | Martín Lasarte     | Clasificatorias a Catar 2022        |
| 92    | 10 de octubre de 2021    | Estadio San Carlos de Apoquindo, Santiago, Chile                          | Chile          | 2-0              | Paraguay          |          |                                          | Martín Lasarte     | Clasificatorias a Catar 2022        |
| 93    | 27 de enero de 2022      | Estadio Zorros del Desierto, Calama, Chile                                | Chile          | 1-2              | Argentina         |          |                                          | Martín Lasarte     | Clasificatorias a Catar 2022        |
| 94    | 1 de febrero de 2022     | Estadio Hernando Siles, La Paz, Chile                                     | Bolivia        | 2-3              | Chile             |          |                                          | Martín Lasarte     | Clasificatorias a Catar 2022        |
| 95    | 24 de marzo de 2022      | Estadio de Maracaná, Río de Janeiro, Brasil                               | Brasil         | 4-0              | Chile             |          |                                          | Martín Lasarte     | Clasificatorias a Catar 2022        |
| 96    | 29 de marzo de 2022      | Estadio San Carlos de Apoquindo, Santiago, Chile                          | Chile          | 0-2              | Uruguay           |          |                                          | Martín Lasarte     | Clasificatorias a Catar 2022        |
| 97    | 23 de septiembre de 2022 | Stage Front Stadium, Barcelona, España                                    | Chile          | 2-0              | Marruecos         |          |                                          | Eduardo Berizzo    | Amistoso                            |
| 98    | 8 de septiembre de 2023  | Estadio Centenario, Montevideo, Uruguay                                   | Uruguay        | 3-1              | Chile             |          |                                          | Eduardo Berizzo    | Clasificatorias a Norteamérica 2026 |
| 99    | 12 de septiembre de 2023 | Estadio Monumental, Santiago, Chile                                       | Chile          | 0-0              | Colombia          |          |                                          | Eduardo Berizzo    | Clasificatorias a Norteamérica 2026 |
| 100   | 12 de octubre de 2023    | Estadio Monumental, Santiago, Chile                                       | Chile          | 2-0              | Perú              |          |                                          | Eduardo Berizzo    | Clasificatorias a Norteamérica 2026 |
| 101   | 17 de octubre de 2023    | Estadio Monumental de Maturín, Maturín, Venezuela                         | Venezuela      | 3-0              | Chile             |          |                                          | Eduardo Berizzo    | Clasificatorias a Norteamérica 2026 |
| Total | Total                    | Total                                                                     | Presencias     | 101              | Goles             | 7        | 13                                       |                    |                                     |

| Selección chilena | Selección chilena | Selección chilena | Selección chilena |
| Año               | Partidos          | Goles             | Asis.             |
| ----------------- | ----------------- | ----------------- | ----------------- |
| 2009              | 1                 | 0                 | 0                 |
| 2010              | 3                 | 0                 | 0                 |
| 2011              | 2                 | 0                 | 0                 |
| 2012              | 6                 | 2                 | 0                 |
| 2013              | 6                 | 0                 | 0                 |
| 2014              | 13                | 2                 | 3                 |
| 2015              | 9                 | 2                 | 1                 |
| 2016              | 13                | 1                 | 1                 |
| 2017              | 12                | 0                 | 1                 |
| 2018              | 2                 | 0                 | 0                 |
| 2019              | 11                | 0                 | 3                 |
| 2020              | 2                 | 0                 | 1                 |
| 2021              | 12                | 0                 | 1                 |
| 2022              | 5                 | 0                 | 0                 |
| 2023              | 4                 | 0                 | 0                 |
| Total             | 101               | 7                 | 11                |

#### Goles internacionales
Actualizado hasta el 22 de junio de 2016.
| 1. | 2 de junio de 2012    | Hernando Siles, La Paz, Bolivia             | Bolivia   | 0–1 | 0 – 2 | Clasificatorias a Brasil 2014 |
| 2. | 9 de junio de 2012    | José Antonio Anzoátegui, Puerto La Cruz     | Venezuela | 0–2 | 0 – 2 | Clasificatorias a Brasil 2014 |
| 3. | 18 de junio de 2014   | Maracaná, Río de Janeiro, Brasil            | España    | 0–2 | 0 – 2 | Copa Mundial de 2014          |
| 4. | 14 de octubre de 2014 | Francisco Sánchez Rumoroso, Coquimbo, Chile | Bolivia   | 1–1 | 2 – 2 | Amistoso                      |
| 5. | 19 de junio de 2015   | Nacional, Santiago, Chile                   | Bolivia   | 1–0 | 5 – 0 | Copa América 2015             |
| 6. | 19 de junio de 2015   | Nacional, Santiago, Chile                   | Bolivia   | 3–0 | 5 – 0 | Copa América 2015             |
| 7. | 22 de junio de 2016   | Soldier Field, Chicago, EEUU                | Colombia  | 0–1 | 0 – 2 | Copa América Centenario       |

## Estilo de juego

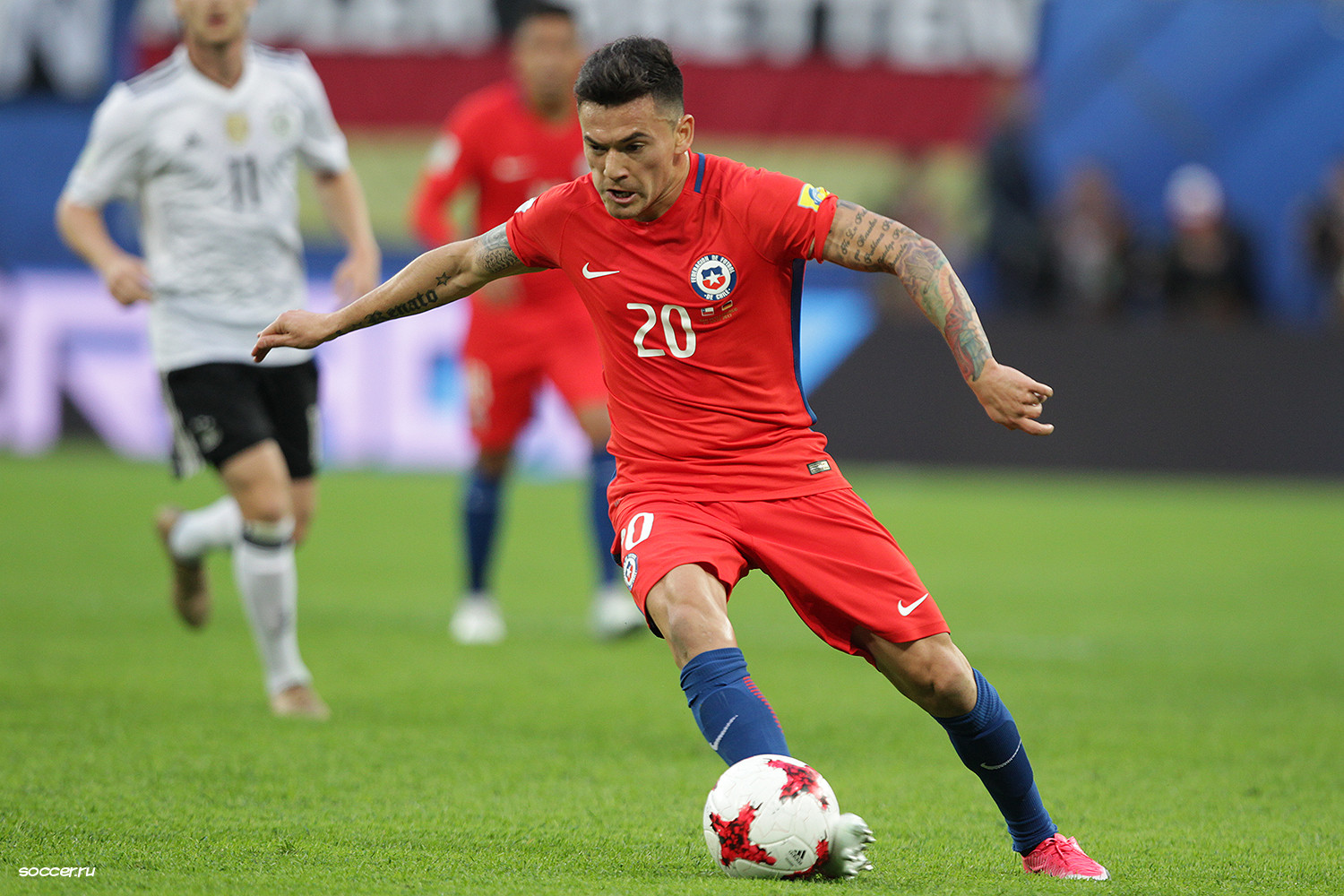
Charles jugando por la selección chilena en 2017

Registró el «penal infalible»: «penalti» efectivo potente de alta dificultad que consiste en aplanar el punto penal con las botas, ubicarse semifrontal al arco observándolo serenamente, respirar profundamente tras el pitazo del árbitro, realizar una carrera corta mirando el balón, rematar vehementemente con el empeine exterior hacia el borde del palo de la pierna ejecutante, inclinando el cuerpo al lado contrario y equilibrándose con un brazo sobre el final para engañar al portero, quien generalmente termina sin «lanzarse» viendo ingresar la pelota que supera los 100 kilómetros por hora. Lo estrenó oficialmente jugando por Universidad de Chile ante O'Higgins durante el partido de vuelta de la final del Torneo Apertura de la Primera División de Chile en el Estadio Nacional Julio Martínez Prádanos de Santiago el 2 de julio de 2012, propiciado por su personalidad disciplinada y ser especialista en su lanzamiento, configurado durante los entrenamientos de dicho club y bautizado con la adjetivación que define algo que no puede errar.

## Estadísticas

### Clubes
Actualizado al último partido disputado el 17 de agosto de 2025.
| Club                           | Div.          | Temporada     | Liga  | Liga  | Liga   | Regional     | Regional     | Regional     | Copas | Copas | Copas  | Internacional | Internacional | Internacional | Total | Total | Total  |
| Club                           | Div.          | Temporada     | Part. | Goles | Asist. | Part.        | Goles        | Asist.       | Part. | Goles | Asist. | Part.         | Goles         | Asist.        | Part. | Goles | Asist. |
| ------------------------------ | ------------- | ------------- | ----- | ----- | ------ | ------------ | ------------ | ------------ | ----- | ----- | ------ | ------------- | ------------- | ------------- | ----- | ----- | ------ |
| C. D. Cobreloa · Chile         | 1.ª           | 2006          | 33    | 2     | 0      | Inexistentes | Inexistentes | Inexistentes | —     | —     | —      | —             | —             | —             | 33    | 2     | 8      |
| C. D. Cobreloa · Chile         | 1.ª           | 2007          | 18    | 1     | 4      | Inexistentes | Inexistentes | Inexistentes | —     | —     | —      | 2             | 0             | 0             | 20    | 1     | 4      |
| C. D. Cobresal · Chile         | 1.ª           | 2007          | 14    | 1     | 2      | Inexistentes | Inexistentes | Inexistentes | —     | —     | —      | —             | —             | —             | 14    | 1     | 2      |
| C. D. Cobresal · Chile         | Total club    | Total club    | 14    | 1     | 2      | 0            | 0            | 0            | 0     | 0     | 0      | 0             | 0             | 0             | 14    | 1     | 2      |
| C. D. Cobreloa · Chile         | 1.ª           | 2008          | 34    | 4     | 7      | Inexistentes | Inexistentes | Inexistentes | 1     | 0     | 0      | —             | —             | —             | 35    | 4     | 7      |
| C. D. Cobreloa · Chile         | 1.ª           | 2009          | 12    | 4     | 3      | Inexistentes | Inexistentes | Inexistentes | —     | —     | —      | —             | —             | —             | 12    | 4     | 3      |
| C. D. Cobreloa · Chile         | Total club    | Total club    | 97    | 11    | 22     | 0            | 0            | 0            | 1     | 0     | 0      | 2             | 0             | 0             | 100   | 11    | 22     |
| C. S. D. Colo-Colo · Chile     | 1.ª           | 2009          | 23    | 3     | 2      | Inexistentes | Inexistentes | Inexistentes | 3     | 1     | 0      | —             | —             | —             | 26    | 4     | 2      |
| C. S. D. Colo-Colo · Chile     | 1.ª           | 2010          | 9     | 2     | 1      | Inexistentes | Inexistentes | Inexistentes | —     | —     | —      | 6             | 0             | 0             | 15    | 2     | 1      |
| C. S. D. Colo-Colo · Chile     | Total club    | Total club    | 32    | 5     | 3      | 0            | 0            | 0            | 3     | 1     | 0      | 6             | 0             | 0             | 41    | 6     | 3      |
| Quilmes A. C. Argentina        | 1.ª           | 2010          | 14    | 0     | 0      | Inexistentes | Inexistentes | Inexistentes | —     | —     | —      | —             | —             | —             | 14    | 0     | 0      |
| Quilmes A. C. Argentina        | Total club    | Total club    | 14    | 0     | 0      | 0            | 0            | 0            | 0     | 0     | 0      | 0             | 0             | 0             | 14    | 0     | 0      |
| Universidad de Chile · Chile   | 1.ª           | 2011          | 39    | 4     | 14     | Inexistentes | Inexistentes | Inexistentes | 6     | 0     | 2      | 12            | 0             | 4             | 57    | 4     | 20     |
| Universidad de Chile · Chile   | 1.ª           | 2012          | 31    | 4     | 9      | Inexistentes | Inexistentes | Inexistentes | 2     | 0     | 1      | 19            | 1             | 1             | 52    | 5     | 11     |
| Universidad de Chile · Chile   | 1.ª           | 2013          | 12    | 5     | 5      | Inexistentes | Inexistentes | Inexistentes | 3     | 0     | 0      | 5             | 1             | 2             | 20    | 6     | 7      |
| Universidad de Chile · Chile   | 1.ª           | 2013-14       | 12    | 6     | 3      | Inexistentes | Inexistentes | Inexistentes | 6     | 3     | 1      | 5             | 4             | 0             | 23    | 13    | 4      |
| S. C. Internacional · Brasil   | 1.ª           | 2014          | 24    | 6     | 3      | 9            | 3            | 4            | 4     | 1     | 2      | 1             | 0             | 0             | 38    | 10    | 9      |
| S. C. Internacional · Brasil   | 1.ª           | 2015          | —     | —     | —      | 5            | 0            | 1            | —     | —     | —      | 11            | 0             | 1             | 16    | 0     | 2      |
| Bayer 04 Leverkusen · Alemania | 1.ª           | 2015-16       | 7     | 2     | 1      | Inexistentes | Inexistentes | Inexistentes | —     | —     | —      | —             | —             | —             | 7     | 2     | 1      |
| Bayer 04 Leverkusen · Alemania | 1.ª           | 2016-17       | 26    | 2     | 3      | Inexistentes | Inexistentes | Inexistentes | 2     | 0     | 0      | 8             | 0             | 0             | 36    | 2     | 3      |
| Bayer 04 Leverkusen · Alemania | 1.ª           | 2017-18       | 27    | 1     | 3      | Inexistentes | Inexistentes | Inexistentes | 4     | 1     | 0      | —             | —             | —             | 31    | 2     | 3      |
| Bayer 04 Leverkusen · Alemania | 1.ª           | 2018-19       | 24    | 2     | 7      | Inexistentes | Inexistentes | Inexistentes | 1     | 0     | 1      | 4             | 1             | 0             | 29    | 3     | 8      |
| Bayer 04 Leverkusen · Alemania | 1.ª           | 2019-20       | 27    | 1     | 3      | Inexistentes | Inexistentes | Inexistentes | 4     | 1     | 0      | 8             | 2             | 2             | 39    | 4     | 5      |
| Bayer 04 Leverkusen · Alemania | 1.ª           | 2020-21       | 21    | 0     | 0      | Inexistentes | Inexistentes | Inexistentes | 3     | 1     | 0      | 1             | 0             | 0             | 25    | 1     | 0      |
| Bayer 04 Leverkusen · Alemania | 1.ª           | 2021-22       | 26    | 1     | 4      | Inexistentes | Inexistentes | Inexistentes | 1     | 0     | 0      | 5             | 1             | 0             | 32    | 2     | 4      |
| Bayer 04 Leverkusen · Alemania | 1.ª           | 2022          | 10    | 1     | 0      | Inexistentes | Inexistentes | Inexistentes | 1     | 1     | 0      | 4             | 0             | 0             | 15    | 2     | 0      |
| Bayer 04 Leverkusen · Alemania | Total club    | Total club    | 168   | 10    | 21     | 0            | 0            | 0            | 14    | 4     | 1      | 30            | 4             | 2             | 214   | 18    | 24     |
| S. C. Internacional · Brasil   | 1.ª           | 2023          | 22    | 0     | 1      | —            | —            | —            | —     | —     | —      | 6             | 0             | 0             | 28    | 0     | 1      |
| S. C. Internacional · Brasil   | 1.ª           | 2024          | 6     | 0     | 0      | 12           | 1            | 1            | 2     | 0     | 0      | 2             | 0             | 0             | 22    | 1     | 1      |
| S. C. Internacional · Brasil   | Total club    | Total club    | 52    | 6     | 4      | 26           | 4            | 6            | 6     | 1     | 2      | 20            | 0             | 1             | 104   | 11    | 13     |
| Universidad de Chile · Chile   | 1.ª           | 2024          | 12    | 1     | 0      | Inexistentes | Inexistentes | Inexistentes | 5     | 1     | 0      | —             | —             | —             | 17    | 2     | 0      |
| Universidad de Chile · Chile   | 1.ª           | 2025          | 17    | 4     | 4      | Inexistentes | Inexistentes | Inexistentes | 3     | 0     | 1      | 8             | 4             | 0             | 28    | 8     | 5      |
| Universidad de Chile · Chile   | Total club    | Total club    | 123   | 24    | 35     | 0            | 0            | 0            | 25    | 4     | 5      | 49            | 10            | 7             | 197   | 38    | 47     |
| Total carrera                  | Total carrera | Total carrera | 500   | 57    | 87     | 26           | 4            | 6            | 49    | 10    | 8      | 107           | 14            | 10            | 684   | 85    | 111    |
| 1. 2. 3. 4.                    |               |               |       |       |        |              |              |              |       |       |        |               |               |               |       |       |        |

### Selecciones
| Selección        | Temporada     | Amistosos | Amistosos | Amistosos | Sudamérica | Sudamérica | Sudamérica | Mundial | Mundial | Mundial | Total | Total | Total  | Media goleadora |
| Selección        | Temporada     | Part.     | Goles     | Asist.    | Part.      | Goles      | Asist.     | Part.   | Goles   | Asist.  | Part. | Goles | Asist. | Media goleadora |
| ---------------- | ------------- | --------- | --------- | --------- | ---------- | ---------- | ---------- | ------- | ------- | ------- | ----- | ----- | ------ | --------------- |
| Sub-18 · Chile   | 2007          | 3         | 0         | 1         | —          | —          | —          | —       | —       | —       | 3     | 0     | 1      | 0.00            |
| Sub-18 · Chile   | Total         | 3         | 0         | 1         | 0          | 0          | 0          | 0       | 0       | 0       | 3     | 0     | 1      | 0.00            |
| Sub-20 · Chile   | 2008          | 11        | 2         | 4         | —          | —          | —          | —       | —       | —       | 11    | 2     | 4      | 0.18            |
| Sub-20 · Chile   | 2009          | —         | —         | —         | 4          | 1          | 1          | —       | —       | —       | 4     | 1     | 1      | 0.25            |
| Sub-20 · Chile   | Total         | 11        | 2         | 4         | 4          | 1          | 1          | 0       | 0       | 0       | 15    | 3     | 5      | 0.20            |
| Sub-23 · Chile   | 2008          | 1         | 0         | 0         | —          | —          | —          | —       | —       | —       | 1     | 0     | 0      | 0.00            |
| Sub-23 · Chile   | Total         | 1         | 0         | 0         | 0          | 0          | 0          | 0       | 0       | 0       | 1     | 0     | 0      | 0.00            |
| Absoluta · Chile | 2009          | 1         | 0         | 0         | —          | —          | —          | —       | —       | —       | 1     | 0     | 0      | 0.00            |
| Absoluta · Chile | 2010          | 3         | 0         | 0         | —          | —          | —          | —       | —       | —       | 3     | 0     | 0      | 0.00            |
| Absoluta · Chile | 2011          | 1         | 0         | 0         | 1          | 0          | 0          | —       | —       | —       | 2     | 0     | 0      | 0.00            |
| Absoluta · Chile | 2012          | 4         | 0         | 0         | 2          | 2          | 0          | —       | —       | —       | 6     | 2     | 0      | 0.33            |
| Absoluta · Chile | 2013          | 2         | 0         | 0         | 4          | 0          | 0          | —       | —       | —       | 6     | 0     | 0      | 0.00            |
| Absoluta · Chile | 2014          | 9         | 1         | 2         | —          | —          | —          | 4       | 1       | 1       | 13    | 2     | 3      | 0.15            |
| Absoluta · Chile | 2015          | 3         | 0         | 0         | 6          | 2          | 1          | —       | —       | —       | 9     | 2     | 1      | 0.22            |
| Absoluta · Chile | 2016          | 2         | 0         | 0         | 11         | 1          | 1          | —       | —       | —       | 13    | 1     | 1      | 0.08            |
| Absoluta · Chile | 2017          | 3         | 0         | 0         | 4          | 0          | 1          | 5       | 0       | 0       | 12    | 0     | 1      | 0.00            |
| Absoluta · Chile | 2018          | 2         | 0         | 0         | —          | —          | —          | —       | —       | —       | 2     | 0     | 0      | 0.00            |
| Absoluta · Chile | 2019          | 5         | 0         | 0         | 6          | 0          | 3          | —       | —       | —       | 11    | 0     | 3      | 0.00            |
| Absoluta · Chile | 2020          | —         | —         | —         | 2          | 0          | 1          | —       | —       | —       | 2     | 0     | 1      | 0.00            |
| Absoluta · Chile | 2021          | —         | —         | —         | 12         | 0          | 1          | —       | —       | —       | 12    | 0     | 1      | 0.00            |
| Absoluta · Chile | 2022          | 1         | 0         | 0         | 4          | 0          | 0          | —       | —       | —       | 5     | 0     | 0      | 0.00            |
| Absoluta · Chile | 2023          | —         | —         | —         | 4          | 0          | 0          | —       | —       | —       | 4     | 0     | 0      | 0.00            |
| Absoluta · Chile | Total         | 36        | 1         | 2         | 55         | 5          | 8          | 9       | 1       | 1       | 101   | 7     | 11     | 0.08            |
| Total carrera    | Total carrera | 51        | 3         | 7         | 59         | 6          | 9          | 9       | 1       | 1       | 119   | 10    | 17     | 0.10            |
| 1. 2.            |               |           |           |           |            |            |            |         |         |         |       |       |        |                 |

### Resumen estadístico
| Competición           | Partidos | Goles | Promedio | Asistencias | Promedio | Goles y asistencias | Promedio |
| --------------------- | -------- | ----- | -------- | ----------- | -------- | ------------------- | -------- |
| Primera División      | 386      | 50    | 0,13     | 78          | 0,2      | 128                 | 0,33     |
| Regional              | 14       | 3     | 0,21     | 5           | 0,36     | 8                   | 0,57     |
| Copas nacionales      | 37       | 8     | 0,22     | 7           | 0,19     | 15                  | 0,41     |
| Copas internacionales | 81       | 9     | 0,11     | 10          | 0,12     | 19                  | 0,23     |
| Selección absoluta    | 100      | 7     | 0,07     | 9           | 0,09     | 16                  | 0,16     |
| Selección sub-23      | 1        | 0     | 0,00     | 0           | 0,00     | 0                   | 0,00     |
| Selección sub-20      | 15       | 3     | 0,20     | 5           | 0,33     | 8                   | 0,53     |
| Selección sub-18      | 3        | 0     | 0,00     | 1           | 0,33     | 1                   | 0,33     |
| Total                 | 615      | 80    | 0,13     | 115         | 0,19     | 195                 | 0,32     |

## Palmarés

### Títulos regionales
| Título            | Club                | Estado             | Año  |
| ----------------- | ------------------- | ------------------ | ---- |
| Campeonato Gaúcho | S. C. Internacional | Río Grande del Sur | 2014 |
| Campeonato Gaúcho | S. C. Internacional | Río Grande del Sur | 2015 |

### Títulos nacionales
| Título           | Club                 | País  | Año     |
| ---------------- | -------------------- | ----- | ------- |
| Primera División | C. S. D. Colo-Colo   | Chile | 2009-C  |
| Primera División | Universidad de Chile | Chile | 2011-A  |
| Primera División | Universidad de Chile | Chile | 2011-C  |
| Primera División | Universidad de Chile | Chile | 2012-A  |
| Copa Chile       | Universidad de Chile | Chile | 2012-13 |
| Copa Chile       | Universidad de Chile | Chile | 2024    |

### Títulos internacionales
| Título                  | Club (*)             | Sede           | Año  |
| ----------------------- | -------------------- | -------------- | ---- |
| Copa Sudamericana       | Universidad de Chile | Chile          | 2011 |
| Copa América            | Selección de Chile   | Chile          | 2015 |
| Copa América Centenario | Selección de Chile   | Estados Unidos | 2016 |

(*) Incluyendo la selección

### Distinciones individuales
| Distinción                                                                                    | Año                         |
| --------------------------------------------------------------------------------------------- | --------------------------- |
| Parte del Equipo Ideal de El Gráfico Chile                                                    | 2011                        |
| Mejor Jugador de la Final de la Copa Sudamericana                                             | 2011                        |
| Mejor Volante Derecho por el SIFUP                                                            | 2011 (A), 2012-A y 2013 (T) |
| Goleador de la Copa Suruga Bank                                                               | 2012                        |
| Parte del Equipo Ideal de El Gráfico Chile                                                    | 2012                        |
| Mejor Futbolista Chileno según el Círculo de Periodistas Deportivos                           | 2012                        |
| Parte del Equipo Ideal de la Copa Sudamericana 2012                                           | 2012                        |
| Jugador más popular de la Copa Sudamericana (11 456 votos)                                    | 2012                        |
| Parte del Equipo Ideal de América                                                             | 2012 y 2014                 |
| Parte del Equipo Ideal de la ANFP                                                             | 2011 y 2012                 |
| Parte de Equipo ideal diario La Tercera                                                       | 2013                        |
| Mejor jugador del Torneo Transición diario La Tercera                                         | 2013                        |
| Parte del Equipo Ideal de El Gráfico Chile                                                    | 2013                        |
| Premio Redgol: "Mejor Jugador del Año en el Torneo Nacional Chileno"                          | 2013                        |
| Premio Fair Play al "Mejor Futbolista en Chile del año 2013"                                  | 2013                        |
| Premio "Craque del Gaúcho" al Mejor Jugador del Campeonato Gaúcho                             | 2014                        |
| «Hijo Ilustre» de Puente Alto                                                                 | 2014                        |
| Parte del Equipo Ideal del Campeonato Gaúcho                                                  | 2014                        |
| Bola de Plata, mejor volante y parte del equipo ideal del Campeonato Brasileño de Fútbol 2014 | 2014                        |
| Incluido en el 11 Ideal de la primera fase de la Copa América 2015                            | 2015                        |
| Incluido dentro de las 50 mejores figuras históricas de Universidad de Chile por AS.com       | 2016                        |
| Jugador del Partido Colombia – Chile de la Copa América Centenario 2016                       | 2016                        |
| Equipo ideal de la Copa América Centenario 2016                                               | 2016                        |
| Equipo ideal Bayer Leverkusen                                                                 | 2016                        |
| Equipo Ideal de la Copa Confederaciones 2017                                                  | 2017                        |
| Incluido en el 11 ideal de todos los tiempos de Universidad de Chile por El Mercurio          | 2018                        |
| Mejor mediocampista de la Bundesliga                                                          | 2018                        |
| Jugador con más asistencias de la Copa América 2019                                           | 2019                        |
| Parte del Equipo Ideal de la Década en el Fútbol Chileno (diario El Mercurio)                 | 2010-2019                   |
| Parte del Equipo Ideal de Latinos de la Década en la Bundesliga                               | 2019                        |

## Vida personal
Casado con Fernanda Acosta, tienen dos hijos: Maithe y Renato.
Su madre, Mariana Sandoval, es entrenadora de fútbol y dirigente a nivel amateur desde hace más de 30 años en Puente Alto y fue destacada por la Conmebol por estos aportes. Además, su primo Mario Sandoval también es futbolista profesional. y su medio hermano Gilberto Moreno Sandoval es entrenador del club Municipal Puente Alto, de la Tercera División A de Chile.